# 徴兵制度

赤色：徴兵制を実施している国家・地域
橙色：徴兵制廃止を予定している国家・地域
青色：徴兵制を実施していない国家・地域（志願制度）
紫色：法律には徴兵制が定められているが二割以下だけが召集される国家
緑色：軍を保有していない、駐在していない国家・地域
灰色：不明
（注）一部の国家・地域においては「志願・徴兵の並立制を実施している（中華人民共和国）」等の例外がある。

徴兵制度（ちょうへいせいど、英語: conscription）とは、国家が憲法や法律で国民に兵役に服する義務を課す制度で、志願制度（募兵）の対義語。
北アフリカ諸国の他、ベトナム、イスラエル、ウクライナ（2013年一旦廃止、翌2014年復活）、キプロス、韓国、スイス、オーストリア等、CSTOに加盟しているアルメニア、ベラルーシ、カザフスタン、キルギス、タジキスタン、ロシアなどでは徴兵制が続いているが、冷戦終結後は、西側諸国ではフランス（2002年。2019年より、普遍的国民奉仕として復活）、ドイツ（2011年）のように徴兵制度を廃止する国が増え、また、実施している国でも良心的兵役拒否した場合の代替服務を選択可能とする制度を導入している場合が大半である。
NATOに加盟している28か国を例にとると、90年代から00年代にかけて冷戦の終結に伴い次々と徴兵制を廃止し、2010年12月時点でNATO加盟国において徴兵制を採用している国はエストニア、ギリシャ、デンマーク、ノルウェーの4か国にまで減少した。しかし、2010年以降、フランスはテロの脅威を理由により2019年新学期開始時に「普遍的国民奉仕」として導入したり、リトアニアのようにロシアによるクリミア併合によるロシアの脅威を理由に徴兵制へ戻すなど、徴兵制を復活させている国もある。日本においては、第二次世界大戦後、一貫して志願制が維持され自衛隊が構成されている。
徴兵制による国民皆兵武装を基盤として、永世中立を掲げるスイスとオーストリアでは国民投票で徴兵制の廃止が否決され、2013年に徴兵制を廃止したウクライナでは、翌年発生したクリミアへのロシア侵攻の後に徴兵制が復活するなど、国是や国家を取り巻く情勢によって左右されている状況にある。また、2010年7月に廃止していたスウェーデンでもウクライナと同様に、ロシアの脅威を理由に、2018年1月から新たに女性も対象にした徴兵制が復活することになった。常備軍を持たないコスタリカでは「有事の際に徴兵制を実施できる」旨が憲法に明記されている。

## 概要
徴兵とは国民を兵士として召し上げ（徴）、兵役の義務を課すことであり、徴兵制度は憲法や法律により「一定の年齢に達した国民」に対し、「一定の期間兵役を課す」ための組織化した制度を指す。徴兵制において兵役は国民の義務的な負担として扱われ、国防への負担と貢献が求められる。徴兵制は軍隊に対する安定的な人材の確保が長期にわたって容易であるものの、国民に対する負担は大きい。なお、一般的には、徴兵制度があり兵役の期間を満了した後もなお、定年まで徴兵を志願し続けることも可能。近年は、韓国や北朝鮮など一部の国家を除いて、ほとんどの兵役制度がある国家で良心的兵役拒否権が合法的に認められ、介護や医療、救急などの代替役務が制度化されている。
徴兵制度はほとんどの場合、徴兵に適した、おおむね18歳～20代の成人男性が対象となり、さらにその徴兵も兵役の適格性を調査するための徴兵検査を経て、その検査に合格した人材が徴兵される。また、代替役務などの選択肢が用意された徴兵制度は選択徴兵制と呼ばれることもある。
古来より兵役・戦役に応ずることは市民の権利と密接に関係しており、徴兵制は男性のみに普通選挙権などの特権を与える根拠になってきた。現在では男女平等の観点から特権が廃止される傾向が強く、逆に男性のみに義務が発生することへの不平感があるという意見がある。
社会制度として確立された徴兵制度とは異なり、軍隊や部隊が住人や難民を強制的に徴発し、兵や水兵として利用することを特に強制徴募と呼ぶ。前近代のあらゆる地域でこの形態での徴発が行われたが、国家の近代化・市民化にともない衰退し、戦時国際法・ハーグ陸戦条約等では禁止されている。現代でも低開発諸国の紛争地域ではしばしば難民や地域住民への強制徴募が問題となる。
徴兵制度は宗教戦争の頃から、市民兵および市民社会の成立と同時に生まれて、18世紀のフランス革命（ジャコバン独裁期）の国家総動員において近代的な徴兵制度が成立した。19世紀にはフランスを模範としてプロイセンでも採用され、兵役制度として確立される。日本では1873年の徴兵令により確立され、イギリスやアメリカ合衆国でも第一次世界大戦により徴兵制へ移行した。先進諸国では、高度化する近代的な軍事兵器を運用するには高度な教育を受けた専門の将兵が求められるようになると、徴兵による人数の確保よりも採用する兵士の質の向上が求められ、冷戦の終焉に合わせて徴兵制度を廃止または縮小する先進国が多く、新たに導入する国はあまりない。特に冷戦崩壊後にEUやNATOに加盟した東ヨーロッパの元社会主義国は、チェコやスロバキア、ハンガリーのように徴兵制を廃止して志願制に切り替える国が多い。ただしこれらの国々でも、戦争などの緊急時には政府が迅速に徴兵制度を復活できるように法的には選択肢を残している場合もある。
徴兵制度の兵役義務は「一般兵役」義務と「服役待機」に分けられ、前者の一般兵役義務は全国民に入営（基地での共同生活）を義務づけるもの（例：韓国の兵役）であり、後者の服役待機は登録されるものの命令がない限り実際には入営しないもの（例：アメリカのセレクティブ・サービス・システム）や、一定期間の一般兵役後にいつでも軍に復帰できるように待機することを義務化されているもの（例:ドイツ）などがある。

## 徴兵制度の歴史

### 古代
国民に兵役を義務として課す制度は、古代にまで遡る。中国では古くから存在し、日本でも奈良時代に実施された（軍団制度）。
古代ギリシャの都市国家（ポリス）においては兵役は参政権を有する自由民男性の義務であった。一方、女性や奴隷などの非自由民には課されなかった。
ローマにおいては資産の多寡により兵役の内容が細分化され、多額の資産を有する者は騎兵、零細市民は安価で間に合う兵装、無資産市民は国家存亡の機を除き兵役の対象から外されていた。その後、マリウスの軍制改革により一般市民の兵役は廃されて志願制となり、職業軍人化が進んだ。これによりローマは地中海世界を制圧する能力を得た。

### 中世
中世のヨーロッパでは、騎士や傭兵を中心とした軍制だった。これは国王など貴族社会を中心とした制度で、国王が地方の領主・貴族の地位を保証する見返りとして軍事力を国王に提供する、あるいは財力によって軍事力を購入するという形式である。これとは別に自由民に兵役義務が課され、戦時に動員されることもあった。傭兵主力の軍隊は戦闘意欲に欠け、戦争を長引かせる原因となった。
現実には、騎士の主君に対する戦争協力（参戦要請）＝従軍義務は、40 - 60日（2ヵ月）に限られていた。
中世の日本においても軍事力の中心は武士とその郎党であった。また僧兵も無視できない戦力を誇った。日本においては傭兵は目立つ存在ではないが、それに類する雇われ戦力（例えば海賊の類）は存在した。戦国期に入り戦乱が多発するようになると、農民などが足軽として参戦するようになる。織田信長は周囲と異なり常備軍を主力とすることで、農繁期に左右されることのない軍を作り上げ、勢力拡大に成功した。
さらに豊臣秀吉の刀狩り令により武士と非戦闘民は明確に区別され、これは江戸時代の終わりまで続いた。

### 近世

オスマン帝国では、一種の徴兵制度であるデヴシルメ制（強制徴用の意）によってイェニチェリなどの常備軍を整備した。

近世ではスウェーデンが三十年戦争時に徴兵制を採用し、人口の少なさを補い大軍を編成した。ただし、この制度には経済的・心理的負担が大きく、部隊の質が低くなりがちになる欠点があった。そのため結果として国民の離散・国家の荒廃を招くこととなる。プロイセン王国（ドイツ）ではフリードリヒ大王が軍事的拡張主義を採り、人口の4%に当たる常備軍を作ったが、このとき大規模な傭兵を養える財政がなく、志願制では数が満たせなかったために、1733年に徴兵制(カントン制度)を敷いて農民を強制的に軍隊に組み込んだ。この軍は質が悪く士気が低いため、厳罰主義によって規律を保とうとしたが困難であった。
イギリスでは海軍もしくは陸軍に強制的に徴用される強制徴募やクオータ制がしばしば行われた。対象は自国民や自国籍船だけでなく、航海中の船舶や時には他国民に対しても行われ、また植民地の居酒屋やその他の溜まり場で根こそぎ強制徴募されるような事態も発生した。

### 近代

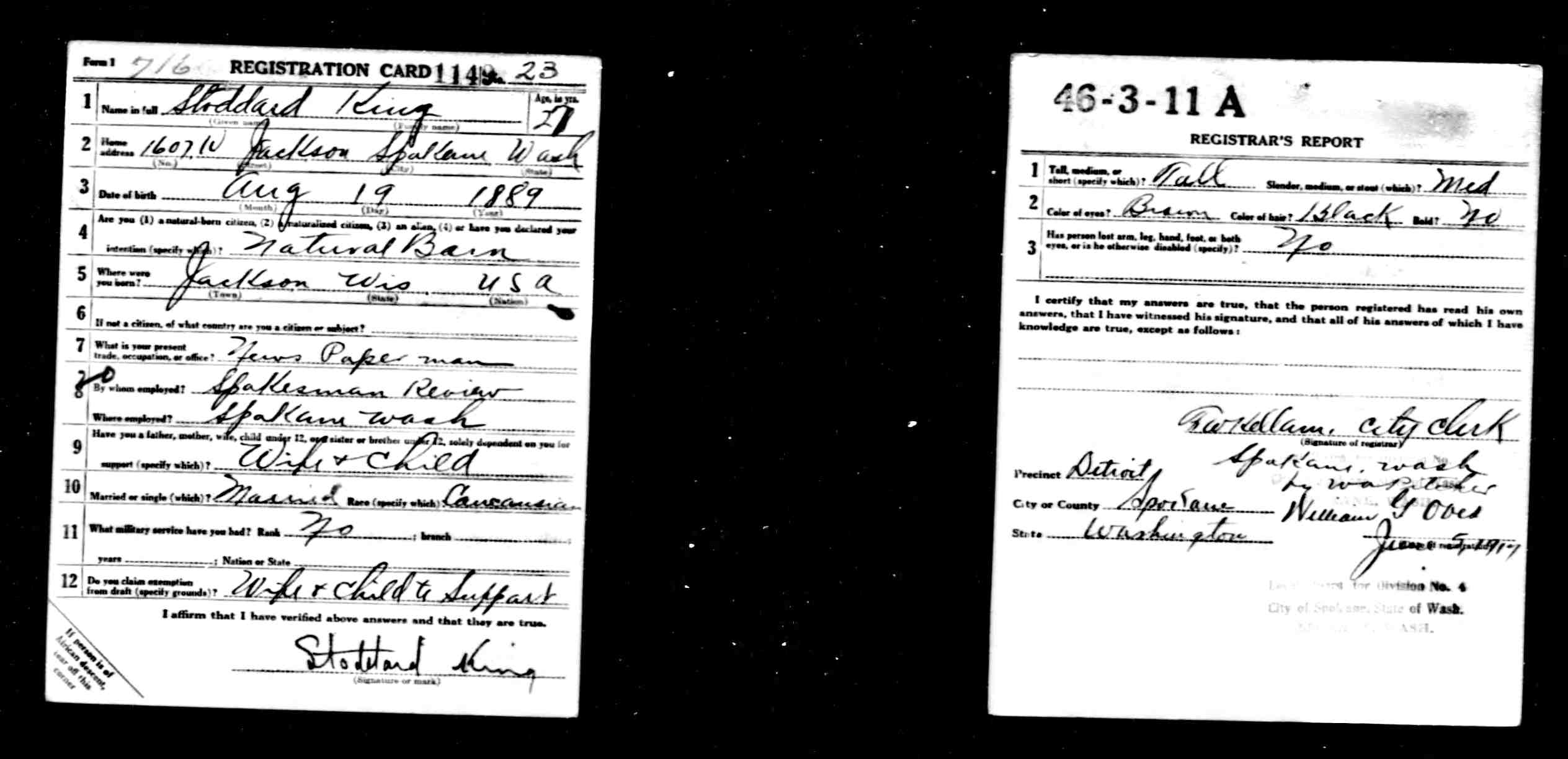
第一次世界大戦の時期、アメリカ合衆国で発行された徴兵対象者への身上調査カード

いわゆる近代的な国民皆兵による徴兵制はフランス革命から始まる。フランス革命以降、国家は王ではなく国民のものだという建前になったため、戦争に関しても王や騎士など一握りの人間ではなく、主権者たる国民全員が行なう義務があるということになった。そして革命に伴う周辺諸国との戦争で兵員を確保する必要に迫られたため、ナポレオンなどによって国民軍が作られた。貧しい人々にとっては軍隊の暮らしは人々の暮らしよりも比較的ましであり、給与と生活を保障されるという側面も存在した。時代が下ると徴兵は名誉であり、祖国に対する忠誠義務と受け取られるようになった。一般の間でも徴兵不適格者への侮蔑がみられるようになった。
近代に徴兵制が生み出されたのは、戦争の近代化に伴って兵器の威力が増して、志願制では人員の補充ができなくなるほど戦死者が多くなったことと、国民主権の原理によって国民を戦場に駆り出す大義名分ができたのが主な理由である。アメリカは南北戦争の激戦によって大量の兵士が死亡し、その欠員を補うために徴兵制が敷かれた。イギリスでも第一次大戦半ばのソンムの戦いなどで多くの戦死者を出し、戦争を継続するために徴兵制を敷いた。
徴兵制度は本国の議会制定法と市民登録（日本では戸籍簿）を基礎に実施されるため、占領地には適用されないのが通例となっている。ハーグ陸戦条約では軍事占領地での住民への忠誠の宣誓を強制することを禁じており（45条）、占領地で兵員確保を行なうにしても、一定の教育を受けたことや、占領地支配に協力的な民族や部族の成員であることを条件に採用する志願兵制によることが基本であった。いわゆる「植民地」についても同様で、現地に有力な民族や政体が存在する場合、現地政体を保護国化することで間接支配する体制を採用したため、いわゆる植民地住民に直接徴兵制を課すことはなかった。一方で直轄植民地や外地の場合、本国籍住民は本国軍もしくは植民地軍からの招集命令に対して応召する義務があった。
この点、短期間であるとはいえ植民地住民に徴兵制を実施した日本は異例である。日本国民（帝国臣民）でありながら朝鮮人、台湾人は長らく兵役の義務から除外されており、日本軍への参加は志願制度に限定されていたが、兵役法改正によって1943年に朝鮮人に対して、1944年に台湾人に対して日本内地人と同様の兵役義務が課せられた。これらの植民地籍徴集兵は、戦争終結のため実際の戦闘に投入されることはなかった。ただし、日本統治下の朝鮮・台湾を欧米のそれと同様な「植民地」と解することには異論もある（→『内地延長主義』）。

### 現代

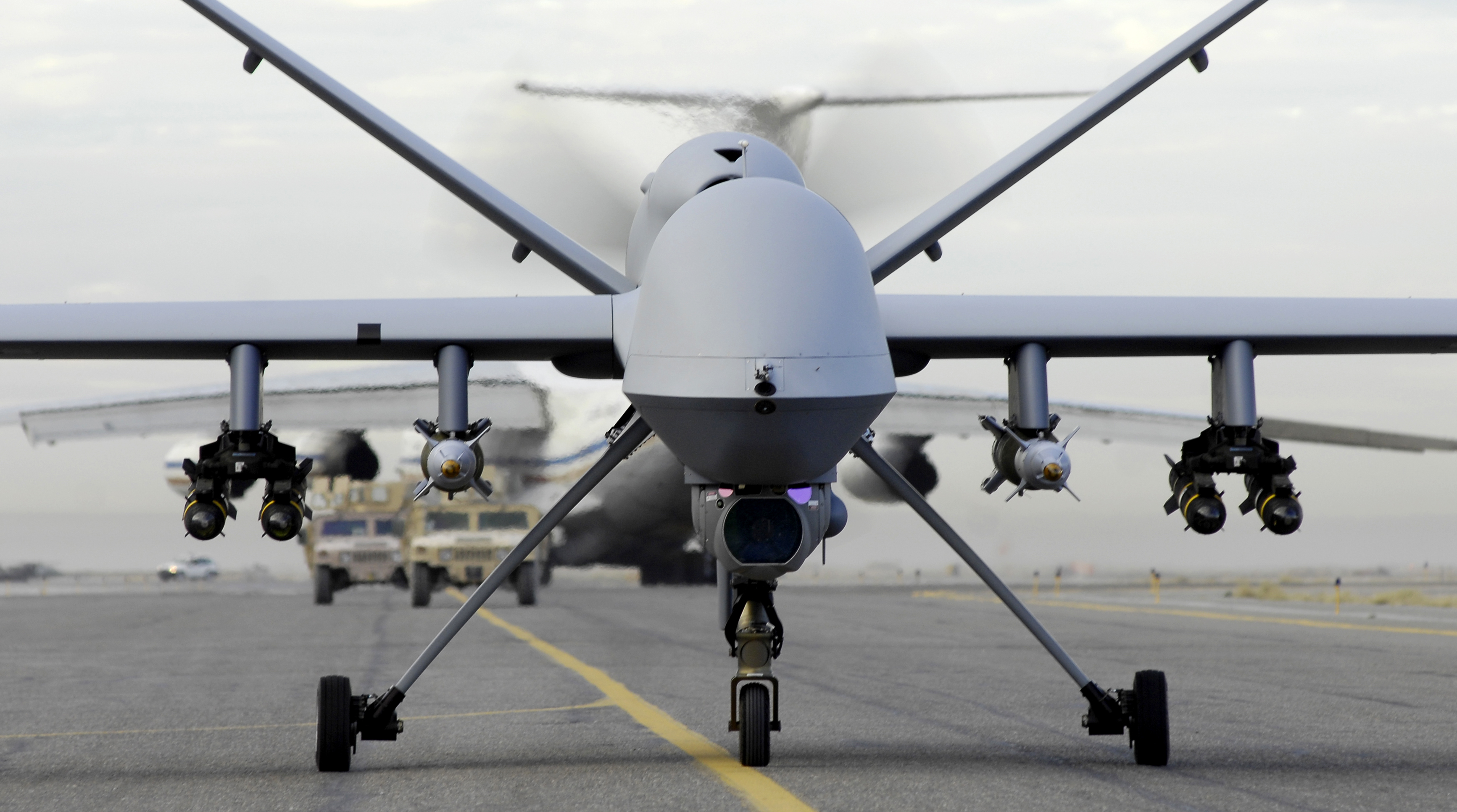
MQ-9 リーパー。遠隔操作により偵察や攻撃が可能

戦争の近代化と兵器の機械化・精密化・自動化（ハイテク化）の進展は、少人数で高性能の兵器の運用が可能となったことから軍隊の省力化と定員の減少をもたらし、同時に兵器の運用技術の高度化・専門化を招いた。定員の減少によって大量の新兵募集は不必要となり、訓練にも費用がかかりすぎるなどの理由によって徴兵制度の存在意義は低下した。これを予言した軍人としてはド・ゴールが挙げられる。現代においては再び軍人の専門職化、つまり職業軍人が軍の大多数を占める職業軍人の時代が到来したと言える。西ヨーロッパ諸国では冷戦終了後から2000年代初頭にかけて次々と徴兵制を廃止し、イギリス・フランス・イタリア・スペイン・ポルトガル・オランダ・ベルギーなどは志願制に移行している。旧社会主義国だったチェコやスロバキア、ハンガリー、ルーマニアもEUやNATOに加盟すると、ほぼ同時に徴兵制を廃止した。毛沢東時代に人海戦術を基本としていた中国では改革開放後陸軍を縮小していき、志願兵を主要として少数の徴集兵を組み合わせた志願・徴兵並立制に移行している。ロシアでは、志願制の採用が本格的に検討されている。
現在、兵器やコンピュータなどの技術の高度化・専門化が進んでいることにより、これらを扱う軍人の専門職化が進み、単に兵士の数や士気で戦況が決まることがなくなってきたため、徴兵制度は一部の国を除き廃止する動きが強くなってきている（徴兵制度が維持されている国家でも、良心的兵役拒否権を認めるようになってきている）。また冷戦時代に想定されていた多数の兵員を動員した総力戦が起こりにくくなったことや、民間軍事会社の発展により不完全ではあるが、必要な時だけ必要な数の人員を確保することが可能になったこと、軍用ロボットの高度化により必要な人員が減っていくと予想されていることも後押ししている。
単純な兵員数で戦況が決まるわけではないことは防衛戦においては古くから証明されているが、侵攻作戦などにおいても湾岸戦争やイラク戦争などで実証されつつある。

## 徴兵制度の賛否

### 公平負担の観点
アフガニスタン駐留米軍およびISAFの司令官だったスタンリー・マクリスタルは、志願制度による専門職的な軍隊は全国民を代表しておらず、アメリカがふたたび長期の戦争をする場合には徴兵制度を復活させるべきであると述べた。またマクリスタルは、全国民の1パーセントに満たず、何度も召集される予備役兵が、キャリアや一家の維持に問題をかかえ、その自殺率も高いと指摘した。また、米陸軍大佐ポール・イングリングは、徴兵制度によって国内のあらゆる社会が戦争の重荷をひとしく感じられるようになると論じた。

### 反戦平和の観点
アメリカ合衆国は第一次世界大戦に伴い、1917年に新たに徴兵法（The Selective Service Act）を可決し、このことはアメリカ軍国主義反対連盟（AUAM）のメンバーがアメリカ自由人権協会（ICLU）を結成するきっかけとなった。なお、同団体の創始者であるロジャー・ボールドウィン（Roger Nash Baldwin）は第二次世界大戦終了後には、ダグラス・マッカーサーに招待され日本における自由人権協会（JCLU）の結成を促した。
アメリカの民主党のチャールズ・ランゲルやアーネスト・ホリングスなどは、反戦平和の観点から一般国防法という、18歳から25歳を対象にした徴兵制度法案をたびたび提出している。これは、自分たちの子供が徴兵の対象となれば、戦争に対する拒否感が生まれるというものであるものであるが、徴兵制採用の必要はないという政府側の見解や、世論も徴兵制に反対しているためにすべて廃案となっている。

### 軍事力の質の確保
2016年9月、スウェーデンは、2010年に廃止した徴兵制を復活させると発表している。この理由として、スウェーデンの専門家は、志願制では兵の質や量を確保することが出来ないという理由を挙げている。

## 徴兵制度の問題
| 位     | 給与 （円/月） |
| ------ | -------------- |
| 大将   | 550            |
| 中将   | 483            |
| 少将   | 416            |
| 大佐   | 370            |
| 中佐   | 310            |
| 少佐   | 220            |
| 大尉   | 155            |
| 中尉   | 94             |
| 少尉   | 70             |
| 准尉   | 110            |
| 曹長   | 75             |
| 軍曹   | 30             |
| 伍長   | 20             |
| 兵長   | 13             |
| 上等兵 | 10             |
| 一等兵 | 9              |
| 二等兵 | 6              |

徴兵制度は納税などと同じく「国民の義務」として導入される性質のものであり、職業軍人とは異なり、徴集兵に対して生計を営み人生を設計するに足る額の賃金は支払われないのが通常である。このため、かつては給与を抑えられることから人件費抑制を期待できる側面があった。旧日本軍の場合、兵長までが徴兵による兵であり、伍長以上は官吏すなわち職業軍人の扱いであった。ただし表に挙げた給与の格差については、兵と下士官には衣食住や各種の個人装備が現物支給ないし貸与されるのに対し、尉官以上の士官はすべて俸給から自弁調達する必要があった点も影響する。
現在、徴兵制度を採用している一部の国では訓練に莫大な費用がかかるため、軍事政策に関して批判もある。また、若い時期に2年～3年以上の期間兵役を課すことによって、その間の学力や技術の向上が妨げられ、若年労働力が奪われ産業に悪影響を及ぼし、国力として損失が出ているとの指摘もある。ドイツでは兵役は若者の学問的向上期間を制約するとの認識もあり、批判が根強い。実際にドイツでは学力低下が著しく、他のヨーロッパ諸国に差を付けられつつある。イランにおいても、18歳以上の男子のみ兵役が課されるため、除隊してから受験勉強するのが面倒、という理由で、男性のほとんどが高卒となっている。また、一般に徴用兵は自発的ではなく強制されている点で志願兵より士気・意欲（モチベーション）が低く、訓練期間も短いため兵の質が低下する。
また、一般に民主制国家では、志願制と徴兵制で待遇に大差はない。まず軍の就職先としての魅力は決して低くなく、給与の上昇は抑えられている。国が待遇を保証し、衣食住に不自由がないために軍に入隊を希望する若者は少なくない。特に教育費用を捻出できず、キャリアに展望を持てない低所得層にとっては魅力的な存在である。軍や政府でも従軍中に各種技能や資格を取得したり、勤務成績が優秀な者については士官学校への推薦枠を与えて将校への道を開くなどの機会を与え、除隊後も退役軍人向けの奨学金制度や職業訓練などを用意する例が多く、退役軍人会や在郷軍人会などのネットワークを通じ、退役後の生活について援助を得られるように配慮している。逆に徴兵制だからといって給与や待遇を削りすぎると不満につながり、汚職や政情不安の原因になる。特に不満が支持率に影響する民主制国家において顕著である。
国富・国家財政の面からいっても問題は多い。若青年層を網羅的に徴用することで就労上や学究上のキャリアの断絶につながる。直接的には数万単位の若年労働力が労働市場から隔離されることで、労働コストの上昇や生産力の低下を招く可能性がある。また徴用兵に対する国庫負担が生じる一方で、徴用された人が納めるはずだった所得税等が国庫に入らなくなる（参照:軍事ケインズ主義）。
経済学者のスティーヴン・ランズバーグは「軍隊を維持するコストは、兵士になった若者が失う機会の価値に等しい」と指摘している。
徴兵制度は軍隊内の規律にも影響を与える。アメリカではベトナム戦争時に一律的な徴兵制度による新兵の補充が行われたため、戦場では不満を抱えた兵士が上官を手榴弾などで殺害する行為（フラッギング）が多数発生した。戦後、徴兵制度は志願制に変更されると規律が急速に改善。フラッギングは数を減らした。

## 女性兵士の徴兵

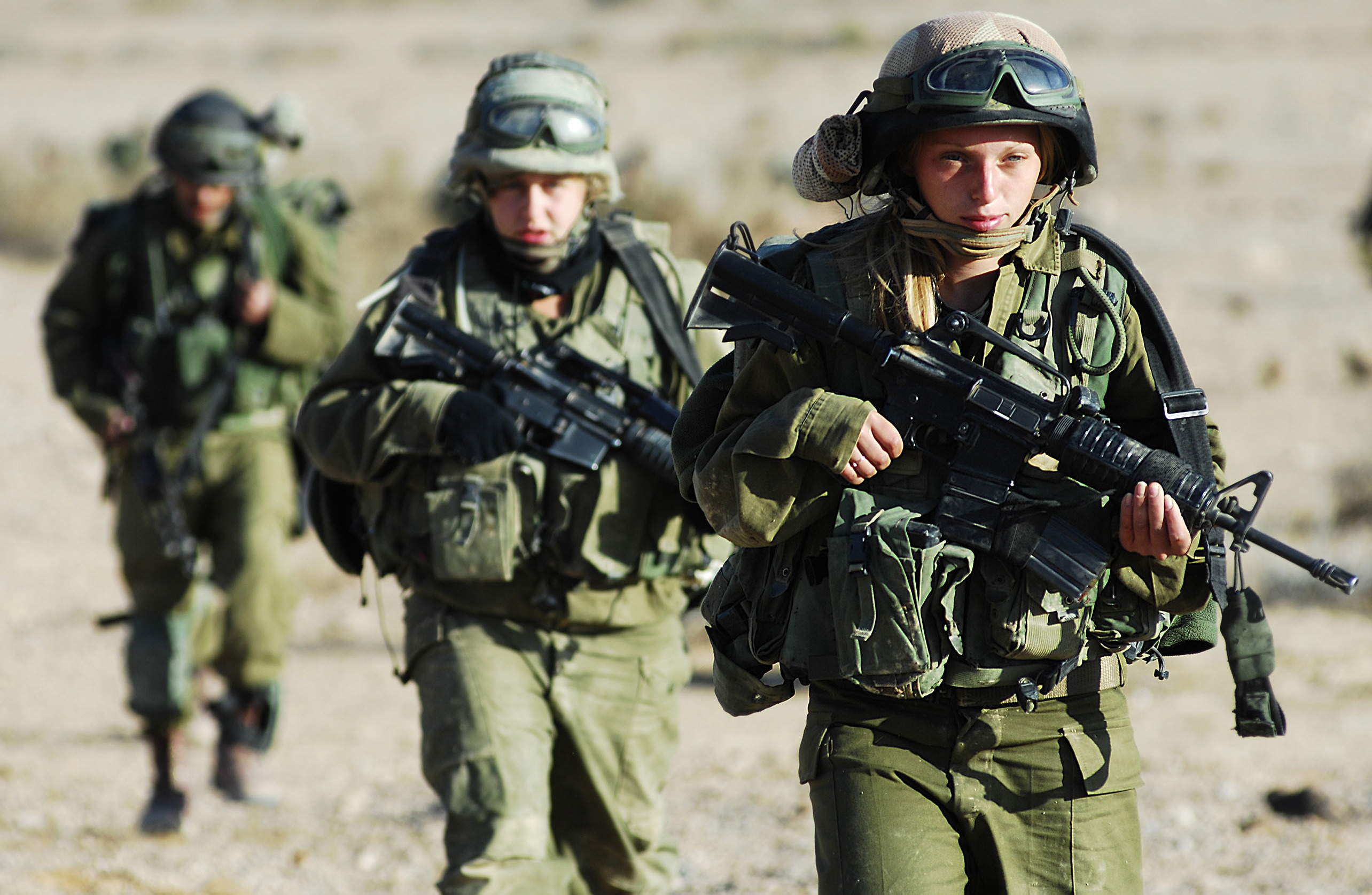
イスラエル軍の招集された女性兵士

徴兵対象は男性だけである国家が多く、女性も対象となる国はイスラエル、マレーシア、ノルウェー、北朝鮮、スウェーデン などである。
ノルウェーでは、2014年に女性も対象とする法案が可決し、2015年から女性の徴兵を開始した。訓練内容だけでなく、生活する部屋も男女混合である。2018年から開始されたスウェーデンの徴兵制も同様に女性も徴兵の対象にしている。デンマークにおいても、2026年から女性の徴兵が開始される予定である。
イギリス帝国は、1917年に志願陸軍婦人部隊（Women’s Army Auxiliary Corps,WAAC）を結成していた。第二次世界大戦で女性を徴兵した唯一の国家であったが、補助地方義勇軍（後に王立婦人陸軍）や婦人補助空軍に配置され、輸送、電信、看護など後方支援が任務であり、不足していた国内での運転手として配置もあった。また階級も准大尉のような特別なものが使用された。
エリザベス2世も徴兵され従軍している。
日本の国民義勇戦闘隊については、義勇兵役法により女性にも義勇召集に応ずる義務が課せられ、竹槍やなぎなたを使った白兵戦の訓練が実施されていたが、実際の軍事行動を行う事態には至らなかった。
女性兵士の徴兵における課題点としては、性暴力の多さとその検挙率の低さが挙げられる。例えば北朝鮮では強姦が日常的であり、志願制の米兵では1日に50件程度の性暴力が確認されており、3割以上が強姦被害、6割以上が性的嫌がらせを受けている。
スイスでは、かつては、男性のみに徴兵の義務が課せられたことが、女性に参政権等の権利が与えられない根拠となっていた が、アメリカの社会学者・マスキュリストのワレン・ファレルは、男性のみに徴兵制度が強制されている状態を男性差別であると指摘し、批判している。
志願制の国家では、男性しか志願できないことが女性差別になりうる。特に貧困層においては、経済的理由から入隊を希望する場合もあるため（経済的徴兵制）、2013年に、アメリカ合衆国議会は男女平等の原則に基づき、女性兵士の前線での戦闘行為を容認する法律の施行を2016年までにすすめることを決めた。大統領であるバラク・オバマは、この決定を男女平等への歴史的一歩と述べた。

## 徴兵忌避

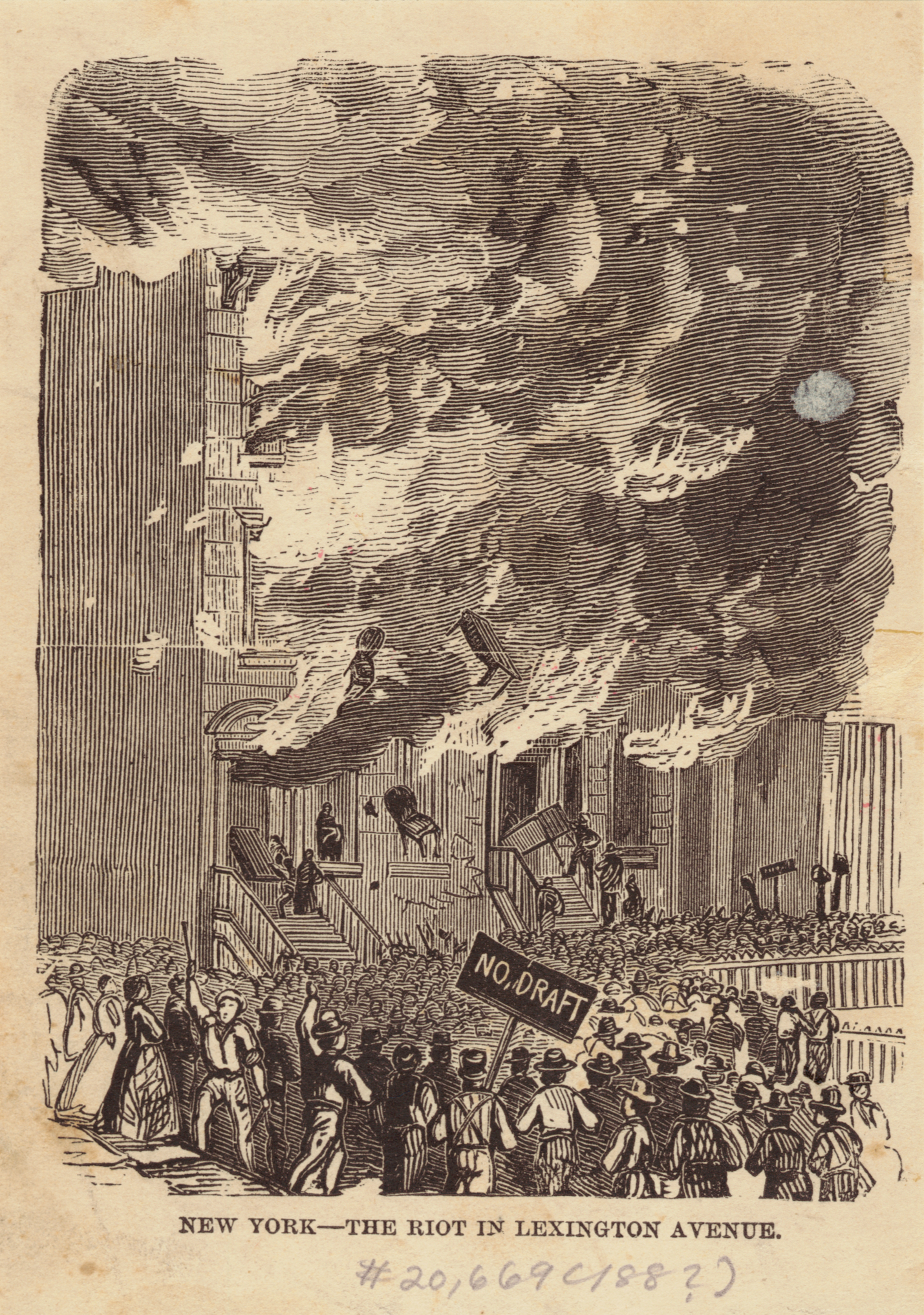
1863年にニューヨークで発生した徴兵制度への反対抗議は、暴動に発展した。暴動の発生理由は、徴兵回避に大金がかかり、それが富裕層優遇とされたためだった。

徴兵制が行われてからもすべての人がそれに従ったわけではなく、国家や政治体制への忠誠心の不在や反感、死や負傷への恐怖、経済的理由、平和主義や宗教上の信条など様々な理由により、兵役から逃れようとする人々も多く現れた。単に徴兵から逃せるのではなく、不満から暴動や反乱に発展する例もある。例えば264年、中国三国時代の呉では、徴兵を含む労役に招集されるのを不満に思った交州の住民が、役人の呂興に率いられて、朝廷に対して反乱を起こしている。日本では1873年（明治6年）にいわゆる血税一揆が発生した。フランス革命時の募兵令にはいくつかの不平等な条項があり、新政府のキリスト教否定政策への反発も手伝ってヴァンデの反乱を引き起こし、大量の犠牲者が出た。
徴兵を逃れるには徴兵制度のない国籍への帰化、亡命、免除規定の活用（高額の税金の支払いや、その他特例の利用）、身体毀損や逃亡などがあるが、意思的な不服従の立場から徴兵に従わないことを徴兵拒否といい、そのなかでもさらに倫理的・政治的・宗教的な信条に発する徴兵の拒否を良心的兵役忌避という。思想・良心の自由を標榜する自由主義国家においては国家への忠誠とともに重要な課題である。また、軍務に服する意欲のない者を徴兵することはかえって兵の質の維持に支障をきたすため、その意味でも適切な兵役忌避制度の整備は重要となることがある。
一般的に徴兵忌避は、法律の規定によって罰せられ自由刑と言って刑務所などへ収容や財産刑の対象になることが多い。しかし現在では良心的兵役忌避を基本的人権の1つとして認め、その代替に清掃や介護、消防のような社会奉仕活動への従事を制度として整備している国が多い。

### 徴兵拒否の実例
日本では近代に集権的な政府によって徴兵制（徴兵令）が実施されると、徴兵が免責されていた養子の身分を得るために養子縁組を行う者や、徴兵制施行が先延ばしにされていた北海道に本籍を移す者（近代の徴兵制は本籍地で区分された）が後を絶たなかった（兵役逃れ）。同様に朝鮮・台湾など植民地や、沖縄や小笠原諸島など徴兵制のない土地に移住する者もいた。著名な人物では夏目漱石、鈴木梅太郎らが本籍地を移して徴兵忌避者となっている。血税一揆など徴兵制そのものに反対する暴動も発生し、遂には「徴兵忌避の指南書」が販売されるまでになり、国民皆兵を目指す明治政府を悩ませた。政府の苦悩を他所に国民の間では「徴兵、懲役、一字の違い」と、「徴兵は監獄に入れられるのと同じであり、徴兵忌避は当然のことだ」と揶揄する言葉が流行した。徴兵忌避者にはのちの立憲政友会総裁、社会民衆党党首、元勲の女婿、帝国美術院会員などもいる。
こうした徴兵忌避者を減らすべく、徴兵令に代わり制定された兵役法では「徴兵を不当に忌避しようとした者」には罰則が設けられた。他に第二次世界大戦中に学徒出陣が行われた際、学徒動員の対象外とされた理工系学部に生徒が殺到し、文系学部から転科する者も大勢現れた。
1861年に成立したイタリア王国では徴兵忌避が全国的に発生し、1860年から1871年の間に13万8千人の徴兵忌避者を出している。1865年以後は徐々に減少したものの、1884年の2.87%を下限として再び上昇し、1895年以降は徴兵対象者の9%以上が徴兵忌避を行っている。
ベトナム戦争期のアメリカ合衆国では平和運動の高まりもあって大規模な徴兵忌避が増加した。政治的な理由、宗教的な理由から徴兵拒否は行われ、ベトナム戦争当時、モハメド・アリはイスラム教の教えに従うとして、徴兵を拒否した。SF作家のウィリアム・ギブスンは、徴兵を拒否してカナダに移住し、しばらくホームレスとして路上生活を経験した。後の大統領ビル・クリントンは上院議員J・ウィリアム・フルブライトのスタッフであったために徴兵を受けず、批判者からは意図的な徴兵逃れではないかという指摘を受けた。
やはり後に大統領となるジョージ・W・ブッシュも、連邦軍を忌避するため州兵に志願した。ジョージ・W・ブッシュ政権下で副大統領を務めることになるディック・チェイニーは兵役逃れをしただけでなく州兵にすらならなかった。後にブッシュはイラク戦争を開戦し、チェイニー、国防長官だったドナルド・ラムズフェルド両名は中心人物として戦争に関わったが、先述の経緯から「米軍の最高指揮官と大統領の継承順位第1位、更に米各軍の統括省庁のトップがチキンホークである」と追及されることになる。
『ベトナム症候群』（著者：松岡完、出版社：中公新書）によると、ベトナム戦争への徴兵に従わなかった者は57万人、うち起訴された者は2万5000人、有罪判決を受けた者は9000人、実際に処罰されたのは3000人となっている。
また、黒人解放運動家のマルコムXは精神異常を装うことで、第二次世界大戦の際に徴兵されるのを逃れた。物理学者のファインマンは兵役につく際に行われた精神鑑定の結果、不採用になった。アインシュタインは「偏平足」の診断を受けて、スイスの兵役を免除されている。
児童文学作家のミヒャエル・エンデは16歳の時、召集令状を破り捨て、ミュンヘンまでシュヴァルツヴァルトの森の中を夜間のみ80km歩いて、疎開していた母の所へ逃亡。その後、近所に住むイエズス会の神父の依頼でレジスタンス組織「バイエルン自由行動」の反ナチス運動を手伝い、伝令としてミュンヘンを自転車で駆け回った。
画家の山下清は、徴兵検査を逃れるために放浪した。その後21歳の時に知的障害者施設の職員によって滞在先の食堂で発見され、強制的に徴兵検査を受けさせられたが兵役を免除された。
アドルフ・ヒトラーはオーストリア＝ハンガリー帝国の徴兵義務を拒否し、ミュンヘンで逃亡生活を送った末に逮捕され、徴兵検査を受けたが不適格と診断された。第一次世界大戦の勃発とともにドイツ帝国陸軍（厳密にはバイエルン軍）へは積極的に志願した。『我が闘争』 によると、ドイツに対する帰属心が強く、オーストリアのために戦う気はなかったからという。
ウクライナ侵攻におけるウクライナでも、富裕層向けに徴兵逃れが横行していることが報じられた。兵役免除の証明書入手を斡旋する「脱徴兵ビジネス」の一例では、医大生が知り合いかその知人のみを対象に、仲介の依頼があれば、仲間の医師がいる徴兵事務所などで検査を受けてもらい、心臓病などを装った診断書を軍に提出。その後、1週間ほどで兵役免除の証明書、通称「ホワイトチケット」を入手できる。費用は5千～1万ドル(68万～136万円)程度で、1人当たりの国民総所得が3540ドルのウクライナでは中間層には手が届きにくい金額となっていた。また、成人男性の欧州への違法出国に関わったとして、隣国モルドバの親ロシア派支配地域「沿ドニエストル共和国」の仲介グループの摘発も発表された。費用は1人5500ドルから。ウクライナの国境警備隊の当局者も関与していた。

## 徴兵制をめぐる世界情勢

### 概観

#### 徴兵制を施行している国家と地域

2019年時点の徴兵制施行国と非施行国の割合
赤:徴兵制施行国(66か国、34.2%)
緑:徴兵制非施行国(127か国、65.8%)

2015年時点で、国際連合加盟193か国のうち、軍隊を保有する169か国中、徴兵制を採用している国家は、CIA World Factbookによると下記の64か国であり、国連から国家として承認されていない地域で、徴兵制を採用する地域は下記の1地域。

赤：徴兵制を実施している国家・地域。記事冒頭の地図と同じ。

アジア
- イエメン
- イスラエル
- イラン
- ウズベキスタン
- カザフスタン
- カタール
- カンボジア
- クウェート
- シリア
- シンガポール
- 大韓民国
- タイ
- タジキスタン
- 中華民国
- 朝鮮民主主義人民共和国[50]
- トルクメニスタン
- トルコ
- ベトナム
- マレーシア
- ミャンマー
- モンゴル
- ラオス

アフリカ
- アルジェリア[51]
- アンゴラ
- エジプト
- エスワティニ
- カーボベルデ
- ギニア
- ギニアビサウ
- コートジボワール
- スーダン
- 赤道ギニア
- セネガル
- ソマリア
- チャド
- チュニジア
- トーゴ
- ニジェール
- ベナン
- マリ
- 南スーダン
- モザンビーク

欧州
- アルメニア
- アゼルバイジャン
- オーストリア
- キプロス
- ギリシャ
- ジョージア
- スウェーデン
- スイス
- デンマーク
- ノルウェー[52]
- フィンランド
- ベラルーシ
- モルドバ
- ロシア

米州
- エクアドル[53]
- エルサルバドル
- キューバ[54]
- グアテマラ
- コロンビア[55]
- パラグアイ[56]
- ブラジル[57]
- ベネズエラ[58]
- ボリビア[59]
- メキシコ
- モロッコ

上記の内、
- 男女とも徴兵の対象である国家
 イスラエル、 マレーシア、 エリトリア、 北朝鮮（2015年より）、 ノルウェー（2015年から実施[60]）、 スウェーデン
ただし、マレーシアの徴兵制は軍への兵士としての入隊ではなく、「国防省の管理下で6か月間の共同生活」であるため、通常の徴兵制とは異なる。
- 良心的兵役拒否が非合法であり、代替役務が制度化されていない国家
 朝鮮民主主義人民共和国、 トルコ
- 志願兵を主とし少数の徴集兵が組み合わされた志願・徴兵並立制の国家
 中華人民共和国
毎年採用される中国人民解放軍新兵の枠は、志願兵も徴集兵も計画的に決められている。入隊志願者・被奨励者の中から選抜されて現役志願兵に採用される。これに漏れた者は、徴兵制度に委ねられる。徴兵された者が現役兵となるか予備役兵となるかは、年齢・能力・適性によって判断される。民兵組織への一定期間の参加も兵役と見なされる。
- 徴兵による入隊を終了した国家と地域
 中華民国[61][62][注釈 14]
ただし、中華民国の徴兵による入隊はなくなったが、1994年～2004年の間に生まれた者は、4カ月の軍事訓練を受ける義務は残っている。しかし、中華人民共和国の軍事的脅威を理由に2024年に復活する予定であり、2005年以降に生まれた者は、1年の兵役が課せられる[63]。

#### 徴兵制を施行していない国家
2015年時点で、国際連合加盟193か国のうち軍隊を保有する169か国中、徴兵制を採用していない国家はCIA World Factbookによると上記以外の105か国。国際連合から国家として承認されていない地域で徴兵制を採用しない地域は、上記の1地域以外の地域。
アジア
- アフガニスタン
- イエメン
- イラク
- インド
- インドネシア
- オマーン
- カンボジア
- サウジアラビア
- スリランカ
- 中国
- 日本[注釈 1]
- ネパール
- バーレーン
- パキスタン
- バングラデシュ
- 東ティモール
- フィリピン
- ブータン
- ブルネイ
- ヨルダン
- レバノン

アフリカ
- ウガンダ
- エスワティニ
- エチオピア
- ガーナ
- ガイアナ
- ガボン
- カメルーン
- ガンビア
- ギニア
- ケニア
- コートジボワール
- コモロ
- コンゴ共和国
- ザンビア
- シエラレオネ
- ジブチ
- ジンバブエ
- ソマリア
- タンザニア
- 中央アフリカ
- トーゴ
- ナイジェリア
- ナミビア
- ブルキナファソ
- ブルンジ
- ボツワナ
- マダガスカル
- マラウイ
- 南アフリカ共和国
- モーリタニア
- モルディブ
- リベリア
- ルワンダ
- レソト

欧州
- アイルランド
- アルバニア
- イギリス
- イタリア
- オランダ
- 北マケドニア
- クロアチア
- コソボ
- サンマリノ
- スペイン
- スロバキア
- スロベニア[注釈 15]
- セルビア[注釈 16]
- チェコ
- ドイツ
- ハンガリー[64]
- フランス
- ブルガリア
- ベルギー
- ポーランド[注釈 17]
- ボスニア・ヘルツェゴビナ
- ポルトガル
- マルタ
- モンテネグロ
- ルーマニア
- ルクセンブルク

米州
- アメリカ合衆国（選抜徴兵制あり[注釈 18]）
- アルゼンチン
- アンティグア・バーブーダ
- ウルグアイ
- エクアドル
- カナダ
- 赤道ギニア[注釈 19]
- コスタリカ[注釈 20]
- ジャマイカ
- スリナム
- セーシェル
- セントクリストファー・ネイビス
- チリ
- ドミニカ共和国
- トリニダード・トバゴ
- ニカラグア
- ハイチ
- バハマ
- バルバドス
- ベリーズ
- ペルー
- ホンジュラス

大洋州
- オーストラリア
- トンガ
- ニュージーランド
- パプアニューギニア
- フィジー

上記の内、
- 歴史上、過去に一度も徴兵制を施行したことがない国家
 ニュージーランド、 アイスランド、 インド

#### 軍がない国家

一切の軍事力を保有していない国家
常備軍は保有していないが、制限された軍事力は保有している国家

- アイスランド
- アンドラ
- キリバス
- クック諸島
- グレナダ
- コスタリカ
- サモア
- セントビンセント・グレナディーン
- セントルシア
- サンマリノ
- ソロモン諸島
- ツバル
- ドミニカ国
- ナウル
- ニウエ
- バチカン
- パナマ
- バヌアツ
- パラオ
- マーシャル諸島
- モーリシャス
- モナコ
- リヒテンシュタイン

### 日本

#### 近代までの徴兵制

##### 明治維新以前
7世紀末から8世紀初め、日本は大陸の唐や新羅と敵対しており、また日本列島内でも蝦夷など異民族と小競り合いを繰り返していた。これらから防衛するため、日本は養老律令の軍防令によって、成人男性3人につき1人を兵士として徴発し、軍団を構成するとした。しかし、実際に徴兵された数はこの規則より低めであり、1戸から1人が実数ではなかったかと考えられている。兵士の食糧と武器は自弁であり、負担がかなり重かったため、逃亡兵が相次いでいた。
これらは、唐や新羅と関係改善が進み、また蝦夷たちの大和民族への同化が進んで脅威が減少すると不要と考えられるようになり、軍団は縮小、廃止の方向になった。また日本は律令国家から王朝国家に変化していく過程で、軍事政策もかつての民衆を徴用する軍団から国衙軍制に変化した。身分が固定化するに従い、豪族や百姓、俘囚のうち、弓馬に優れるものを優先的に徴用するようになり、軍は少数精鋭の職業軍人の集団へと変化した。また、一般民衆の兵役はほぼ無くなった。
10世紀以降、国衙軍制の発展など、様々な要因から日本には軍事貴族、すなわち武士という身分が形成されるようになった。武士は元来、自らが切り開いた土地を防衛していたが、やがて軍事を通じて貴族にも影響力を与える存在となり、やがて軍事そのものを司る役目が、朝廷や貴族から武士に移っていく。源頼朝によって鎌倉幕府が築かれると、幕府は朝廷から半ば独立して、全国の武士を直接に統括するようになる。一般民衆は志願や強制など、様々な方法で戦争を含む軍事行動に参加したものの、これらは職業軍人たりえず、武士階級による軍事力の独占が進んだ。
時代が進み、日本全国で恒常的に戦乱が続発する戦国時代になると、職の体系、身分制度が崩壊し、武士だけでなく農民や商人も自らの実力に相応しい発言力を求めて軍事力の整備に努め、時に戦乱に参入した。民衆と武士の境目は薄れ、農民は足軽や小荷駄として参戦した。武田家などには、半農半士の者の中に、兵として従軍することで年貢の一部負担を免除された「軍役衆」と呼ばれる集団がいた。城や砦の建設や修復、戦に巻き込まれた市街の再建などの土木工事には、多くの人夫が動員された。戦国時代は、太閤検地の実施から江戸幕府の確立による兵農分離が進められるまで、農民と武士の境目は曖昧であり、多くの者が軍事に携わっていた時代であった。農閑期でなければ戦そのものが難しいなど、一般民衆の軍事への協力は非常に重要であった。
徳川家康によって江戸幕府が開かれた後、再び身分が固定化するようになったため、軍権は武士階級が独占するようになり、百姓や町人たちは原則として軍事から切り離された。江戸時代における武士階級の軍権の独占は、幕府と大名の武威に基づくものであり、武威は参勤交代における大名行列によって百姓や町人に示された。ただし、大名行列は武士だけでは成り立たなかったため、大名は、百姓や町人をエキストラとして行列に参加させることで頭数を揃えることが多かった。

#### 戦前の徴兵制

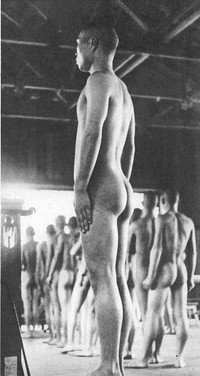
1941年頃の日本で行われていた徴兵検査の光景

##### 根拠法令
明治維新により、江戸幕府が崩壊して身分制度が廃止されると、1873年（明治6年）には国民の義務として国民皆兵を目指す徴兵令が陸軍省により発布された。徴兵令は、それまで軍事に関する権益を独占していた武士（士族）の特権を奪うものと認識され、士族反乱の原因の一つとなった。一方、徴兵令の対象となった平民からも不満が出て、一部では血税一揆などの騒動に発展した。
1889年（明治22年）公布の大日本帝国憲法（明治憲法）第20条にも「日本臣民ハ法律ノ定ムル所ニ従ヒ兵役ノ義務ヲ有ス」として兵役の義務が規定された。徴兵令はそれまでも何度か改正を繰り返していたが、明治憲法公布の際に法律として全面改正があった。その後1927年（昭和2年）にも全面改正があり、その際に兵役法と改名されている。

##### 徴兵制の概要
日本の徴兵制度は戸籍制度を前提にしており、国民皆兵の理念はあったものの、明治6年1月10日法では「一家ノ主人タル者」や家産・家業維持の任に当たる者は兵役の義務から免除されていた。戸籍法の適用を受ける日本国民の男性は、満20歳（1943年からは19歳）の時に受ける徴兵検査によって身体能力別に甲-乙-丙-丁-戊の5種類に分けられた。1927年の兵役法以下の法令では、「身長1.55メートル以上にして身体強健なる者」の内、もっとも兵役に適するとされた者が甲種合格とされ、それに次ぐ者が乙種合格、さらに「身長1.55メートル以上にして身体乙種に次ぐ者及身長1.50メートル以上、1.55メートル未満の者」は現役兵には適さないものの国民兵に適するとして丙種合格とされた。丁は徴兵に不適格な場合、戊は病気療養中に付き翌年に再検査という意味である。
当初は兵役に適するとみられた甲種の国民が抽選で選ばれた場合に、「現役兵」として入営する形であった。具体的には、甲種ではおおよそ10人に1人が抽選に外れて補充兵となるが、10人に1人が志願、残りが抽選の結果として入営することとなった。これら入営する兵士が戦時体制となる前の平時の訓練を受けた兵であった。戦争が始まると甲から順次徴兵されていった。しかし不公平感から全国で徴兵反対運動、あるいは徴兵逃れのための不正が横行していた。しかし、徴兵逃れ行為も下火となり、逆に乙種以下とされ徴兵されない事が不名誉とみなされるようになった。徴兵制度は1939年（昭和5年）に大改正され、抽選事務は1943年に廃止された。
日中戦争が激化した1941年（昭和16年）11月15日、兵役法施行令が改正され、身体が虚弱なため徴集されなかった者（いわゆる第二国民兵）を予備兵または補充兵と同様に招集することが可能となった。また中国大陸に在留する邦人に対しても徴兵、召集が可能となった。
太平洋戦争において戦局が激化するにつれ、現役兵としての期間を終えた後の予備役や後備役にあった元兵士の国民も召集令状によって召集され、大戦末期の昭和20年には徴集率は九割を超えた。通常、現役での徴兵を「徴集」、予備役・後備役での徴兵を「召集」と呼んで区別されていたが、混乱期には区別せずに「徴集」を用いることもあった。この召集制度が悪用された例として竹槍事件がある。さらに第二次世界大戦末期になると兵力不足が顕著になり、文科系学生への徴兵（学徒出陣）や熟練工・植民地人の徴兵が行われた。
朝鮮では、日中戦争の継続による兵力不足から1938年より朝鮮人に対しても既に志願兵制が導入されていたが、さらに1944年からは徴兵制が実施された。台湾においては1942年に陸軍が、1943年に海軍がそれぞれ特別志願制を実施、さらに1945年初頭以降には、台湾が戦場となる可能性が強まったため徴兵制が実施された。徴兵制で動員された朝鮮人は21万人、台湾人は3万5千人に達した。
徴兵された家庭に対しては、地域単位で様々な慰安会が行われたほか、労働力減少を補うために児童、生徒などによる勤労奉仕（農作業など）が行われた。また、企業・職場単位の労働力減少に対しては国民勤労報国協力令による勤労報国隊が動員された。
日本の降伏後は、日本軍が解体されたため、徴兵制度の根拠となる兵役法は、1945年（昭和20年）11月17日に廃止された。

#### 日本国憲法と徴兵制

##### 概説
日本国憲法における、徴兵制度についての理解には諸説ある。
- 徴兵制は日本国憲法第9条に反するとする説[73]
  - 戦力不保持を定めた日本国憲法第9条のもとで、徴兵制を採用する余地はないとする学説[73]。
- 徴兵制は日本国憲法第18条に反するとする説[74]
  - 徴兵制は日本国憲法第18条に定める、意に反する「苦役」に当たり認められないとする学説[74]。通説であり日本国政府見解（昭和55年8月15日・昭和56年3月10日政府答弁）の立場でもある[74]。具体的には1980年（昭和55年）鈴木善幸内閣で「徴兵制は違憲との統一見解」を閣議決定。内閣法制局が過去に「徴兵・兵役は日本国憲法（第18条）で禁じる“意に反する苦役”であり」、違憲だという見解を示した[注釈 21]。
  - 徴兵制は、日本国憲法第18条に定める意に反する「苦役」に当たり、認められないとする説に対しては、比較憲法的に不自然だという批判がある[73]。しかし、この批判に対しては、日本国憲法は大日本帝国憲法とは異なり、兵役の義務を課していないという反論がある[74]。

徴兵制については、2014年（平成26年）7月の集団的自衛権をめぐる政府見解による日本国憲法解釈変更の際、自衛隊志願者が激減して徴兵制を敷かざるを得なくなるのではないか、という議論も出された。また集団的自衛権に関して、従来とられていた政府見解が変更されたことから、徴兵制についてとられている政府見解も、将来的に変更されるのではという問に対し、内閣官房のウェブページの一問一答では「徴兵制は憲法上認められない」と答えている。2014年（平成26年）7月15日の参議院予算委員会閉会中審査 で、内閣総理大臣安倍晋三は徴兵制は採用しないと答弁した。
平成28年度版防衛白書には「わが国において徴兵制を採用することは、兵役といわれる役務の提供を義務として課されるという点にその本質があり、平時であると有事であるとを問わず、憲法第13条、第18条などの規定の趣旨からみて、許容されるものではない」、「自衛隊は、ハイテク装備で固めたプロ集団であり、隊員育成には長い時間と相当な労力がかかります。短期間で隊員が入れ替わる徴兵制では、精強な自衛隊は作れません。したがって、安全保障政策上も、徴兵制は必要ありません。」との記載がある。

##### 徴兵制を巡る議論
戦後、警察予備隊、海上警備隊（後の自衛隊）が発足したものの、徴兵制が憲法18条に反するという一般的解釈、終戦直後における国民の軍隊への悪感情などから徴兵制度は導入されず、志願制度が採られた。その後、徴兵制度に関する議論はしばしば繰り返されてきたものの、制度として採用しようとする表立った動きはなかった。もっとも、自衛隊を増強しようとする動きの一環として、核武装論と共に一部で主張されることがある。
徴兵制については、「青少年を鍛える」などという大義名分で徴兵制度に見合う社会的な教育運動の必要性・精神論を説く議論が終戦直後からなされており、また警察予備隊発足当初では7万5千の警察予備隊を持つ金があれば、徴兵制にすれば30万以上の軍隊を持つことができるとの計測があった。だが第二次大戦の戦没者の多くが志願兵ではなく徴集兵であったという事実から、徴兵制度に嫌悪感を示す論調が大勢を占めていた。
右派系など一部の論者によって展開される徴兵制論が、しばしば教育的意図をもって語られ、韓国男子を理想視する韓流ファンからも同様の発言がみられ、純軍事的見地から、「軍隊と教育を混同している」として本来の徴兵制の意味を逸脱しているとの反論もある。詳細は#徴兵制をめぐる世界情勢を参照。
2017年（平成29年）8月現在、国会に議席を持つ政党で、徴兵制度の復活を党是や公約に掲げている政党は存在しない。自由民主党が着手している日本国憲法改正に対して「徴兵制を復活させようとするものである」という批判がしばしば行われるが、自民党側はこれを認めていない。2010年（平成22年）3月4日には、共同通信社は自由民主党の「憲法改正推進本部が徴兵制度を検討することを示唆した」と報じられたが、幹事長大島理森は直後にこれを否定している。
2012年（平成24年）にはネット上などで自民党の改憲案が徴兵制度を復活させようとするものであるという主張がしばしば行われ、林芳正党幹事長特別補佐は「それ（徴兵制）は政権公約には書いてありませんので、また我々の憲法の草案にも一切書いてございませんので、ご心配ご無用だと思います。」と回答している。

### 中華民国
2022年現在の中華民国（台湾）には4カ月の軍事訓練を受ける義務が存在しているが、兵役義務は存在していない。
かつては男性に1年間の兵役の義務が存在していたが、2000年から制度改正が行われ、良心的兵役拒否権が認められるようになった。2009年3月には、徴兵制度を2015年に廃止する方針が示され、2012年1月1日に1年間の兵役義務が「停止」された。ただし、代わりに4カ月の軍事訓練を行うため、完全な意味での停止ではなく、「兵役期間の短縮」であると言える。削減分の予算の一部は兵器の充実に回す予定だが、野党などから国防費を急増させる中華人民共和国との軍事格差がますます広がるとの懸念も出ている。
しかし、少子化などで十分な兵員数を確保できずに廃止は延期され、最終的に2017年まで徴兵は続いた。2018年12月26日に最後の1年間の兵役義務者が除隊し、台湾は完全志願制に移行した（ただし、前述のとおり、4カ月の軍事訓練を受ける義務は残る）。しかし、中華人民共和国の軍事的脅威を理由に2024年に復活する予定であり、2005年以降に生まれた者は、1年の兵役が課せられる。
兵役につく男性は、まず身体検査によって「常備役」「替代役」または「免役」（兵役義務が課されない）に分類される。常備役に分類された者は中華民国国軍に編入し兵士になる。ただし学歴によって軍官（士官に相当）や士官（下士官に相当）になることも可能。替代役は軍に編入されず、主に政府や警察、消防機関で公務の補佐を行う（代替役を参照）。なお常備役判定でも条件を満たせば替代役に就けるが、兵役義務期間は替代役判定者より長い。中華民国国軍や中華民国徴兵規則も参照のこと。

### 中華人民共和国
義務兵と志願兵を並立させた制度を採用している。中国人民解放軍は、選抜徴兵制の下で徴集兵・志願兵ともに定員が大きく削減されたが、貧困層にとって有力な就職先であり志願兵希望者が多い。毎年、志願兵の定員以上の志願者が応募している。一方で徴兵制度自体は廃止すると国防上弊害があるので徴兵制度も並立して存在している。人民解放軍は、志願兵を主要としそれに少数の徴集兵が組み合わされている。毎年採用される新兵の枠は志願兵（下士官）も徴集兵（義務兵）も両者ともに定員が決められている。志願兵応募者や軍から奨励された者の中から選抜されて現役志願兵に採用される。これに漏れた者は徴兵制度に委ねられる。本人の意思に係わらず、徴集年齢にある者は基本的に兵役機関に出向き、徴兵制度により徴集される際に、現役徴集兵となるか予備役兵となるかは、年齢・能力・適性により判断される。軍からの徴集を受けず上限年齢の22歳又は24歳を過ぎた者も最終的に35歳までに民兵組織への参加することを義務付けられている。なお現役徴収兵として満期に達したものでも個人の意思により新たに志願兵として軍務に就く道がひらけている。
中華人民共和国では、徴集兵と志願兵とでは身分が異なる。賃金体系、待遇、兵役期間、階級制度が大きく異なり、志願兵の方がより良い条件となっている。
中華人民共和国では、毎年の現役徴集の人数、基準と時期は、国務院と中央軍事委の命令で定められる。各省、自治区、直轄市は、国務院と中央軍事委の徴兵命令に基づき、当該地域の徴兵業務を手配する。平時の徴集は年1回行われる。兵役法によると、毎年12月31日までに満18歳に達した男子は徴集されて現役に服さなければならない。徴集されなかった者は、22歳までは徴集可能とされる。必要に応じ、女子も徴集できる。毎年12月31日までに満18歳に達する男子は、9月30日までに兵役登録をしなければならない。条件に適合する徴集対象公民は、県、自治県、市、市管轄の区の兵役機関の許可を経て、徴集されて現役に服する。徴集すべき公民が一家の生計を維持する唯一の労働力か全日制学校に就学中の学生であるときは、徴集猶予できる。勾留されて捜査、起訴、裁判中か懲役、拘留、監視の判決を受けて服役中の公民は、徴集しない。
民兵は生産から離脱しない大衆武装組織で、中華人民共和国の武力の重要な一部で、中国人民解放軍の助手と予備力である。民兵組織は普通民兵組織と基幹民兵組織に分かれる。基幹民兵組織には民兵応急分隊、歩兵分隊、専門技術分隊及び専門分野分隊が設けられている。現在、全国の基幹民兵は1000万に上る。基幹民兵は18〜22歳の間に30〜40日の軍事訓練に参加し、うち専門技術兵の期間は必要に応じて延長される。民兵の軍事訓練任務は中央軍事委の承認を受け、総参謀部が下部に伝える。民兵の軍事訓練は主に県クラス行政区内の民兵軍事訓練基地で集中的に行われ、一部の省、市には専門技術兵訓練センターや人民武装学校が設けられている。民兵業務は、国務院、中央軍事委が指導する。省軍区（衛戍区、警備区）、軍分区（警備区）及び県、自治県、市、市管轄の区の人民武装部は当該地域の民兵業務を担当する。郷、民族郷、鎮、居住区の人民武装部は当該地域の民兵業務を担当する。企業が国の関係規定に基づいて設置した人民武装部は、職場の民兵業務を担当する。人民武装部を設置していない企業は、専任者を決めて民兵業務処理にあたる。
大学、高校の国防教育は、教室での授業と軍事訓練を合わせることになっている。大学生は男女を問わず、在学中に学内で行われる基礎的軍事訓練を受けなければならない。全軍学生軍事訓練工作弁公室は教育省と共同で全国生徒学生軍事訓練計画を策定した。2003年は、大学1100校と高校1万1500校が生徒・学生の軍事訓練を実施し、800万人が訓練を受けた（出典：2004年中国の国防）。

### 大韓民国
韓国軍は、1950年3月～1951年5月の一時期 を除いて徴兵制と志願兵制を併用しており、徴兵は兵役法に基づいて実施されている。

#### 制度
徴兵に応じることは、韓国の若い男性達の義務とされている。18歳の男子への徴兵検査によって判定され、1-3級までが現役、4級は現役に適するが兵力需給の事情によって待機となった補充役・公益勤務で、以上の各級が第一国民役と分類される。続く5級は免除・有事時出動（第二国民役）、6級が身体異常による完全免除、7級が一年以内の再検査とされている。しかし有力家出身者の兵役回避が社会問題となっており、徐々に身体検査や等級判断が広げられ、時に本来は不適格な者までが入隊する問題が指摘されている。また軍隊の施設や訓練生活において、体罰やいじめなど1960年代そのままの風習が残り、若い男性にとって適応が一層困難となっている。さらに、検査の際の問診で半数近くが「人格障害」と診断されたことがあり、受験者が徴兵を嫌がってわざとそのような回答をすることが多いとわかる。文在寅政府の軍縮から、最低の兵役の義務期間は陸軍と海兵隊では18か月以上、海軍では20か月以上、空軍では22か月以上と定められている。海兵隊や海軍、空軍などは志願しない限り配属されない。他、医学部を卒業して医師国家試験に合格した場合、医療が整っていない地方などで医師として3年間診療すれば、兵役を務めたと見なされる制度がある。
待遇は実質無給といえるほど薄給であり、二等兵で日本円で月1万円程度しかない。2018年1月、徴兵された一般兵士の月給が倍近くに増額され、二等兵で30万6100ウォン（約3万2000円）に引き上げられたが、それでも韓国の最低賃金や、フリーターの月収にも満たない低賃金でしかない。外出や外泊は月に1日、服務期間全体で10日間と制限され、多くの場合、40人部屋での共同生活を余儀なくされる。
以前は男性が就職適齢期に兵役につく場合が多いことから、兵役を終えた男性に限り公務員に就職する際の優遇措置があった。同様に民間企業でも、兵役経験者を優遇する風習が根強い。しかし一方ではこれを女性差別だという意見があったため、兵役満了者への優遇措置は撤廃された。この措置に対しては撤廃は不当だという男性側からの不満も表明されている。朝鮮日報によるアンケート調査では、回答した韓国の男子学生の46.3%が「大学や韓国社会において男性差別がある」という認識を示している。これは男性のみへの兵役強制（女子は免除）、更には兵役満了者への優遇措置撤廃が背景にある。
一方で、多大な功績を残した者に兵役の期間を短縮するか、完全に免除する特典を与えられるケースもある。理工系での博士学位を取得した者、関連企業に研究員として就職した者、スポーツでめざましい成績を収めた者（例：オリンピックでメダリスト、アジア競技大会で優勝、サッカーワールドカップでベスト16以上～優勝するなど）、国内外の芸術祭で入賞した者などは、「芸術・体育要員特例制度」という枠に属し、約1か月間の基礎訓練のみを受け、他に500時間以上の社会奉仕活動を行う形となり、事実上は免除される。
また、海外での長期駐在者も免除の対象となる。これには、在日韓国人などの国外での永住権取得者も含まれる。ただし、韓国へ永住帰国した者は、免除の対象から除外される。改正兵役法施行令では、在日韓国人ら韓国国籍を持つ在外国民2世らが3年を超え韓国に滞在した場合に兵役の義務が発生することになった。
また、芸能人は「芸能兵士」制度があり、軍の広報活動や部隊への慰問公演などを行っていたが、芸能兵士の不祥事が相次いで発覚し、制度は廃止された。一方で、2020年には、いわゆる韓流スターなどの国のステータスや品格を高めることに大きく寄与したと認められる大衆文化芸術分野の優秀者に対し、軍の入隊延期を可能にする内容の兵役法改正案を可決した。他にも「尚武」と呼ばれる国軍体育部隊に所属しスポーツ活動を行う者もいる。また韓国で人気のオンラインゲームで活躍するプロゲーマーをコンピュータ技師（電算特技兵）として採用し、ゲームを利用した広報を担当させている。いずれも特別な選考があり、その分野で活躍している者が選ばれる。
2016年9月30日、韓国ギャラップが公開した徴兵制に関する調査結果によると、韓国人の48%と約半数が徴兵制の維持に賛成し、35%は徴兵制の廃止と志願制の導入に賛成した。
文在寅大統領は、大統領選挙で兵役義務期間の短縮を公約にしており、国務会議と大統領の裁可を経て、陸軍は18か月、海軍は20か月、空軍は21か月に、それぞれ3か月短縮される。

#### 兵役忌避・良心的兵役拒否
現在の韓国では良心的兵役拒否は一切認めておらず、公益勤務要員、産業技能要員、専門研究要員、義務警察官、戦闘警察官、海洋警察、警備矯導隊、義務消防隊などの軍隊以外での勤務を行うことで2年の兵役を4週間に短縮する制度がある。しかし、この代替服務制度も段階的に縮小して廃止し、重症の身体障害者を除いてはボランティアの形で服務する社会服務制を導入する予定だと報道された。しかし、これについて国防部は、記事は誤報であり、代替服務制の廃止はただの論議であったと説明した。
韓国では、良心的兵役拒否者で処罰を受けた人は、1954年から2018年まで約2万人に上る。また、その99.2%がエホバの証人の信徒とされる。
大学在学中に休学して兵役に就く者が多く、大学受験の浪人が制限されるなどの影響があり、韓国の受験戦争が過熱する要因の一つともなっている。2002年には、アメリカで活動していた歌手のユ・スンジュンが、代替勤務を容認されながら入営直前にアメリカ市民権を取得したため、兵役忌避とみなされ13年間の入国拒否処分を受けた。
就職に影響が少ない大学在学中に兵役を済ませようとする若者も多い一方で、予算や兵舎の問題から韓国軍が受け入れられる人数にも限りがあるため、毎年、入隊を希望しながらも入隊できない者もいる。彼らは入隊が適うまで大学を休学する事もある。このような「入隊浪人」が、毎年5万人ほど出ている。
2000年代頃より宗教上の理由で兵役を拒否する良心的兵役拒否者が出てきて、裁判で有罪判決を受ける者が増えてきている。年に750人程度が兵役拒否を行い、懲役刑を受けて刑務所へ収監されている。現在、全世界の兵役拒否を理由とした良心の囚人の内、韓国人が占める割合は90%を超えている。兵役拒否者は、大韓民国兵役法 違反で1年6カ月から3年の懲役に処されている。2016年10月18日、光州地方裁判所は、入営を拒否して兵役法違反の罪で起訴されたエホバの証人の信者3人に対し、無罪を言い渡した。この3人は、一審では禁錮18月の有罪とされており、それが覆っての無罪だった。これまで韓国では、一審で宗教的兵役拒否に無罪を言い渡す事例はあったが、二審では逆転有罪となっていた。この判決のように、二審で無罪となった事例は初めてのため、この判決は韓国内で注目されているが、最高裁が今後この判決を支持する可能性はないという見方が大勢だった。
また、プロ野球などのスポーツ選手や芸能関係者らがあらゆる手段を用いて兵役逃れをしていたことが相次いで発覚し、社会問題化した。彼らに対する批判的意見はもちろん強いが、スポーツや芸能活動にとって、若い時代に長期間軍隊に拘束されることによるマイナス面は非常に大きいため、同情的な意見もある。
徴兵を忌避して、韓国から出て行く若者もおり、2013年にはフランスに亡命した兵役拒否の韓国人男性の難民申請が認められたケースもある。

#### 代替役務
2004年8月、韓国の憲法裁判所は、良心的兵役拒否を処罰する兵役法について、裁判官7対2の意見で合憲とした。一方、合憲意見を出した裁判官のうち5人は「代替服務制」の導入を勧告した。国連の自由権規約人権委員会や人権理事会は、2005年から繰り返し、韓国に対して良心的兵役拒否を認めるよう勧告している。国連からの要請を受けて、盧武鉉政権では代替服務制を推進したが、その次の李明博政権は「代替服務制導入は時期尚早」として、この議論は衰退した。
韓国の国家人権委員会は、「良心的兵役拒否者を処罰することは、普遍的人権である良心の自由を侵害する」という見解を出している他、国防部に良心的兵役拒否者の代替服務履行計画の策定を要求している。
2018年6月28日、韓国の憲法裁判所は、現在の良心的兵役拒否者に対する処罰は合憲としたものの、代替服務制を兵役の種類として規定していない条項は憲法に合致しないとして、2019年12月31日までに兵役法を改正し、代替服務制の導入を求めた。
2018年11月1日、韓国の大法院（最高裁に相当）は、「刑事処罰などを通じて兵役義務の履行を強制することは良心の自由に対する過度な制限になる」と述べ、6月28日の憲法裁判所による「代替役務の規定が無い兵役法は憲法違反であるものの、兵役拒否者に対する処罰は合憲」とする判決から一歩進み、「処罰も憲法違反である」との考えを示し、兵役法違反に問われていた兵役拒否者に対しての有罪判決を破棄し、下級審へ差し戻した。
2018年12月28日、韓国国会は、代替服務(代替役務)について「刑務所など大統領令で定める機関において、徴兵期間よりも長い36か月の期間に渡って合宿形式で勤務する」という内容の兵役法改正案を本会議で可決した。
2020年7月15日、韓国の兵務庁は、最高裁(大法院)で無罪判決を受けた兵役拒否者について、代替役務に就くことを認める決定を下した。兵役拒否者は2020年10月から「代替服務要員」として召集され、法務部の矯正施設(刑務所)において合宿形式で、現役服務期間の2倍にあたる36か月間、給食・物品・保健衛生・施設管理などの補助業務に就くものとされた。
2020年10月26日、良心的兵役拒否者に対する代替役務制度が正式に発効し、第一陣となる対象者63名が大田にある刑務所に召集され、代替役務を開始した。対象者は刑務所内の「代替服務教育センター」で3週間の講習を受けた後、保健・衛生・物品供給・施設管理などの業務に従事する。
多くの兵役拒否者は代替服務を受け入れたものの、一部は徴兵期間の約2倍という世界的にみても長期間の代替服務を「懲罰的」として、代替服務も拒否しており、韓国の裁判所で争っている。

### 朝鮮民主主義人民共和国
北朝鮮では、表向きは志願制となっており、徴兵制度ではないとされているが、法令上や北朝鮮社会の一般的観点から、事実上男性に10年以上の兵役義務が課せられている。以前の兵役期間は13年以上であったが、2006年に兵役期間が短縮された。他国と比較して兵役の期間が長いのは、同国の政治方針である「先軍政治」に基づくものであり、これにより約110万人の兵士数を確保している。全人口に対する兵員の比率は世界トップクラスである（出典:エンカルタ総合大百科2007）。
2014年9月20日には、兵力不足を補うために2015年より女性にも7年間の兵役を課し、男性の兵役期間も11年に延長すると東亜日報が報じた。これまで女性は志願制であったが、苦難の行軍と呼ばれた1990年代の食料不足の時期、出生率が3割低下しており、その世代が徴兵される時期となったため、120万ともされる軍の兵力を、現行の制度では維持できない事が背景とされる。

### シンガポール
シンガポール軍は1971年12月にイギリス軍が撤退した後に結成された。2万人の職業軍人のほか、2年間の徴兵制を男性に対して課している。徴集兵の数は5万5千人に達する。徴兵検査は17歳の時に行われ、進学の場合を除いて延期・猶予は認められていない。ただしシンガポールの「徴兵」は正式には国民役務（National Service）と呼ばれており、軍隊以外の公的機関（警察や「民間防衛隊」と呼ばれる消防や救急など）を選択することも可能となっている。
2004年6月15日、テオ・チーヒン国防相は、Aレベル（大学入学資格）保持者やディプロマ保持者の徴兵期間を2年半から2年に短縮することを議会で報告した。軍の場合、中等教育終了後に1回目の召集令状が国防省から届くが、本人の意志により高等教育終了後まで入隊延期を申請することができる。高等教育は概して、ジュニア・カレッジ（2年。卒業後、Aレベル保持）、ポリテクニック（Polytechnics。高度な専門技術を身につけ、卒業後、ディプロマを保持）、技術教育研究所及び職業実習に分かれ、各課程終了後に最終的な召集令状が国防省から送付される。召集期間はジュニア・カレッジ及びポリテクニック修了者が2年半、並びにその他の高等教育修了者及び高等教育未満の学歴の者は2年だったが、2004年の改革によって前者の徴兵期間が最大で2年となった。前者の階級は伍長から始まり、成績優秀者は2年半で中尉に昇進するが、更に半年軍と契約することで大尉に昇進する。新兵は3か月の基礎訓練を受け、そこにおいて、射撃、野外工作、サバイバル、カモフラージュの教育が行われる。一部の兵はその後、士官候補生教育またはスペシャリスト教育を受ける。士官候補生コースは9か月、スペシャリスト教育コースは21週ある。残りの大部分は様々な部隊に配属される。
徴兵期間終了後も、軍勤務希望者は更に10年の契約を行える。その後、再契約することができ、将校は45歳、下士官は55歳で定年を迎える。一方、軍に残らず一般社会に戻る者も、将校は50歳、下士官と兵は40歳まで予備役（Operationally Ready National Service）に編入され、年一度の召集に応じなければならず、13年間はIn-Camp Trainingを受けなければならない。さらに毎年不定期に、主に電話を使用する「Silent」、またはテレビ、ラジオ等マスメディアを使用する「Open」のいずれかの方法による非常呼集がかけられ、対象者は数時間以内に定められた装備を着用して非常呼集司令部に集合しなければならず、正当な理由なく応じなかった者は処罰される（罰金、懲役）。（出典：国防省資料）

### タイ王国
タイ王国の男性は、21歳になると徴兵検査を受ける義務がある。あくまで志願制であるが、定員に不足する場合は身体検査合格者からくじ引き（黒票：免除、赤票：兵役）によって徴兵される者が選ばれる。ただし、士官学校生や一般の学校（マッタヨム 4〜6年）などで「軍事科（ウィチャー・タハーン）」を受けた者や、身体や精神に障害のある者、体力のない者は徴兵対象外とされている。
タイのMTF トランスセクシュアルの中には男性器を切除した者も多いが、タイの法律では戸籍の性別は変えることができないため、たとえ“手術済み”のトランスセクシュアルであっても戸籍上の性別が「男性」である限り、徴兵検査と兵役のくじ引きに参加しなければならない。しかし、今までは「強く勇敢な兵士になれそうになく、軍の風紀も乱れる恐れがある」との理由から「精神障害者」ということにして不合格としていた。
ところが、『NATION』紙2008年3月20日号によると、ゲイ権利団体が軍に「徴兵検査失格証明書に精神障害者であると記載されているために就職やローンの審査で不利になる」と抗議した。それを受けて防衛省徴兵局長のソムキアット将軍が「精神障害者と記載するのはすぐに止め、男でもなく女でもなくトランスセクシュアルを差別するのでもない新しい第3の性別名を探してみる」と述べた。
「第3の性別名」が決まるまでの間は、徴兵検査を受けるカトゥーイは「30日以内に完治しない病気に罹っている」として不合格にすることとなった。さらに「第3の性別名を適用されるためには、3年間連続で彼らが真剣に女性として生きようとしていることを証明するレポートを軍に提出しなければならない」とソムキアット将軍は述べた。ちなみに徴兵検査参加者のうち、トランスセクシュアルが占める割合は毎年1%未満である。

### マレーシア
マレーシアでは、2003年よりマハティール・ビン・モハマド前首相の提唱で制定された「国民奉仕制度」が施行された。これは国民の団結を図る目的で「抽選で選ばれた18歳の男女が国防省の管理下で3か月間の共同生活を行う」という内容であり、強制的に国民へ課せられる義務である。

### ベトナム
ベトナム人民軍は1944年12月22日に設立された。徴兵制を採用しており、18-27歳の男子に原則として2年の兵役義務が課されている。主力部隊、地方部隊、民兵の三結合方式を採用している。国家国防安全委員会主席は国家主席が兼任し、首相が副主席である。中越戦争時には正規軍だけで170万人の兵力を有していたが、現在は48万4000人まで兵員が削減された。陸軍41万2000人、海軍4万2000人、空軍3万人となっている。このほか予備役と民兵が300-400万人。予備役将校の職業はさまざまで、高級官僚や大学教員も少なくない。

### アメリカ合衆国

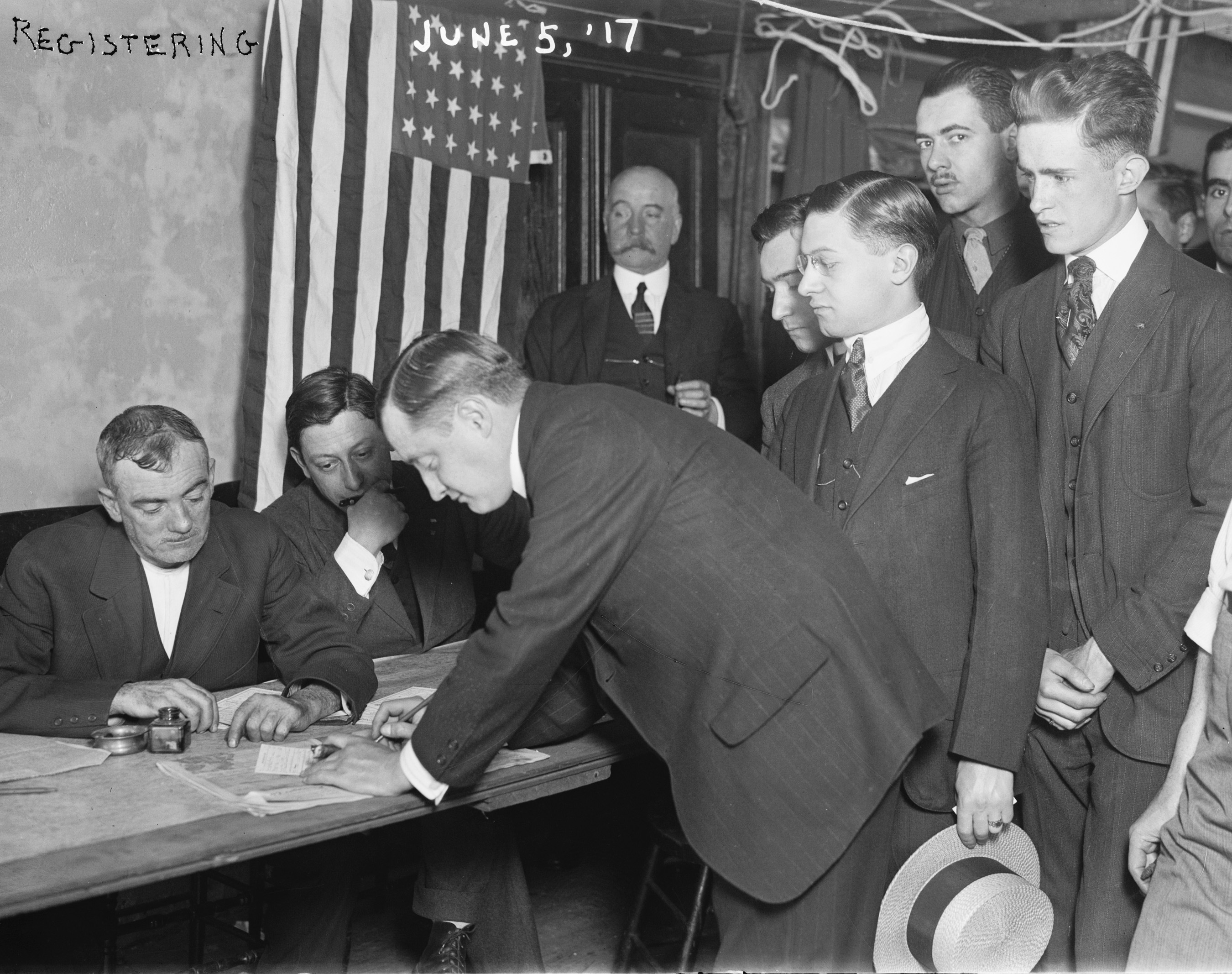
第一次世界大戦期、選抜徴兵登録制度に臨むニューヨーク市の男性（1917年6月6日撮影）

アメリカ合衆国は、ベトナム戦争でのパリ協定締結後の1973年以降、徴兵を停止した。選抜徴兵登録制度であるセレクティブ・サービス・システム（Selective Service System）に基づく名簿の作成も、1975年に廃止された。しかし、1980年に選抜徴兵法が制定され、再び選抜徴兵登録制度が復活した。この男性限定の選抜徴兵登録に対して、男性差別であるとして裁判が起された。ところが、1981年6月に連邦最高裁で「選抜徴兵法が男性だけに選抜徴兵登録を義務とすることはアメリカ合衆国憲法修正第5条に違反しない」と合憲判決が下され、現在に至るまで名簿の作成が国防総省において継続されている。従って、米国に在住している市民権及び永住権を持つ男性は18歳になった時点で郵便局において登録の義務が課せられている。男性市民は登録しないと罰金刑の対象になる他、政府からの奨学金が受給できない等の各種の不利益が科される。永住者には徴兵拒否権があるが、この場合、米国の国籍は取得できなくなる（本来は連続5年在住で帰化申請資格ができる。軍歴ができることで米国への忠誠を誓ったと見做され、必要滞在歴が2年に短縮される）。ベトナム戦争当時の米国では、ホームレスになる若年男性が大量に現れた。住所不定になれば、召集令状の送付先がなくなるためである。
ベトナム戦争終結以後、徴兵制を復活すべきという主張は連邦議会の非常に少数の議員が提唱しているが、連邦議会の議員と議員への立候補者の大部分も、大統領と大統領への立候補者も、国防総省も、徴兵制の復活は必要ないと繰り返し表明している。徴兵制を復活すべきという主張の理由は、志願兵制では就職先または除隊後の大学奨学金を求めて、経済的に貧しい階層の志願率が高くなるので、経済的階層にかかわらず軍務を国民全員に機会平等に配分するという考えに基づく。徴兵制復活を主張する連邦議会議員は2004年に一般的徴兵法案を連邦議会に提出し、下院本会議で採決した結果、賛成2票 - 反対402票で否決され、上院では委員会審議を通過できず本会議での審議・票決には至らなかった。
アメリカ合衆国の将兵の数は、第二次世界大戦中の1945年度は1,205万人、就業人口に対する比率は18.6%、総人口に対する比率は8.6%。朝鮮戦争中の1952年は363万人、就業人口に対する比率は6.0%、総人口に対する比率は2.3%。ベトナム戦争中の1968年は354万人、就業人口に対する比率は4.6%、総人口に対する比率は1.8%。冷戦末期の1988年は220万人、就業人口に対する比率は1.9%、総人口に対する比率は0.9%。冷戦終結後の1998年は147万人、就業人口に対する比率は1.1%、総人口に対する比率は0.5%。アフガニスタンとイラクで戦争中の2006年は144万人、就業人口に対する比率は1.0%、総人口に対する比率は0.5%である。長期的な視点では、就業人口と総人口に対する軍人と軍属の人数の比率が著しく減少している。また、兵器の機械の高度化や民間軍事会社へのアウトソーシング化により、州兵を含む志願兵でまかなえることから、アメリカ合衆国連邦政府も兵員数を増やすために徴兵する必要がなく、2000年代最初の10年間である現在で、予測可能な将来の範囲内では米国が徴兵制を採用する可能性はない。

### イギリス
イギリスでは従来、志願制度で必要な兵員を確保できており、第一次世界大戦参戦より1年半後、1916年1月に兵士不足を補うためにイギリス史上初めての徴兵制に踏切ったが、第一次大戦終了と同時に志願制に復旧した。その後第二次世界大戦が勃発した1939年9月、開戦当日に再び徴兵制に踏切った。
1939年の兵役法では18〜40歳の男子、1941年の第二兵役法では17歳8か月〜51歳の在外英国人・在英外国人、および20〜30歳の独身女子 に兵役が課された。1942年には男女とも16歳まで引下げられた。イギリスは第二次大戦で独身女性を徴兵した唯一の国である（#女性兵士の徴兵参照）。
第二次大戦後も制度的には継続されていたが、植民地からの撤退により大幅な人員過剰となり、1960年に廃止された。
なお、イギリスは徴兵制を実施していた期間を通じて、宗教的理由以外での良心的兵役拒否が合法的・制度的に認められていた稀有な国家である。
ただし制度化できたのは、軍人が尊敬を受ける一方で、兵役拒否者が「臆病者」「ノブレス・オブリージュを果たしていない」として、社会的指弾の対象となる風土にあって、拒否申請者が相対的に少ないためである。例えば1939年から1948年の間、第二次世界大戦における300万人以上の動員数に比して、兵役拒否の申請はわずか50分の1程度の62,301名であり、18,495件は却下され、17,231件は後方勤務（農業労働・医学実験対象・看護など）を命ぜられたため、兵役から解放されたのは26,575名に過ぎなかった。

### フランス
フランスはフランス革命を経て真っ先に市民による徴兵制度を作り上げた国である。第二次世界大戦後も18歳の男性に対する1年間の兵役の義務が定められていた。しかし冷戦終結後、軍事の役割が減少したと判断され、軍事技術が複雑化と専門化したこともあり、1990年代半ばに段階的に徴兵制を廃止することになった。1996年から新規対象の徴兵を停止している。
徴兵制廃止後には代わりに16歳から18歳の男女すべてに対して1日のビデオ講習による防衛準備召集が義務化された（出典：在日フランス大使館ホームページ「フランスの対外および防衛政策についての最近の関係資料」）。
2017年5月に大統領に当選したエマニュエル・マクロンは当初、「徴兵制復活」を公約に掲げていた。しかし、「１カ月という短期間のみ兵役義務を課す意義が乏しい」、「予算がかかりすぎる」などと批判され、また、大学や青年団体など10以上の組織から反対声明を出されたため、「徴兵制」ではなく、「普遍的国民奉仕」（Le service national universel）に変更された。2018年6月27日に閣議決定された「普遍的国民奉仕」計画によると、16歳の国民全員に対し、最初の1か月間は義務的な共同生活を送らせる内容となっている。その後は、任意で3か月から1年の期間、警察や消防や軍での奉仕活動に従事する計画とされている。

### ドイツ
西ドイツ
西ドイツ（ドイツ連邦共和国）では第二次世界大戦後に徴兵制が廃止され、再軍備にあたっては志願兵制が採用されていたが、戦後間もないこともあって募集に応じる者は少なかった。冷戦構造が深刻化する中では、志願兵制に固執していては要員の確保ができないため、やむを得ず1956年に徴兵制度を復活させた。ドイツ連邦共和国基本法で満18歳以上の男性に兵役の義務が定められた。ただし、当時のアデナウアー首相は、侵略戦争を行なった歴史を持つ国としての立場を考慮し、基本法（憲法）の中に「良心的兵役拒否権」の明文規定を設けた。
東ドイツ
詳しくは「建設部隊」を参照
東ドイツ（ドイツ民主共和国）では、ベルリンの壁が構築された5か月後の1962年1月に徴兵制が施行された。その際に兵役拒否者が続出した。兵役拒否者は逮捕され拘禁刑を受けるにもかかわらず2年で1,550名に及び、政府は対応を迫られた。教会は若者を支援し、良心的兵役拒否権を認めるよう政府に働きかけた。西ドイツではすでに良心的兵役拒否が、基本法に権利として保障されていた事情もあり、この点で東ドイツも政権の民主性を国際社会にアピールする必要があったため、1964年6月に「建設部隊」が人民軍内に設置された。この制度は、国家が兵役拒否する「反社会主義的」「反国家的」な若者も人民軍の中に取り込んでしまおうとしたものである。東ドイツは国家による諸組織に国民を組み込もうという包括的な社会統合政策が採用されており、建設部隊もその一環であった。武器を持たない新部隊は、当初「労働大隊（Arbeits-Bataillone）」と名付けられたが、公文書に手書きで「労働大隊」を消して「建設部隊（Baueinheiten）」と書き直された。「労働大隊」はナチス政権の懲罰組織を想起させるが、「建設」には前向きな響きがある。またこれまで存在しない新しい名前であったため、市民から偏見なく受け入れられた。しかし建設部隊の生活は厳しく、日常的になされる上官からの誹謗、嫌がらせ、軍事施設での任務、良心の自由が権利として認められない状況、除隊後の教育・就職差別があり、さらには建設兵士をも拒否すると法を犯すことになる。そこで建設兵士らは除隊後、建設部隊に入ることさえ拒んだ人と平和活動を始めた。
統合後のドイツ
東西ドイツの統合後、兵役期間は次第に短縮され、2002年1月からは9か月間と短くなった。基本法において明文化されている良心的兵役拒否を根拠に、兵役に代わって老人介護施設での介護作業に従事する兵役拒否者の場合は、社会福祉事業や環境保護活動、消防活動などに通常の兵役期間より長い期間奉仕することが求められていたが、2004年10月からは兵役期間と同じ9か月間とされた。これらの義務は25歳までに果たす必要があるとされていた。
しかし、2010年10月にフォルカー・ヴィーカー連邦軍総監は、連邦軍改革のため将来の連邦軍に関する報告書を議会に提出し、将来像としては新たな志願制による軍が望ましいとした。この報告書では「コンパクトで効率的で、同時に高性能の軍隊」を造るためには志願制が有利であるとされている。こうして、2011年6月末を以て長らく続いてきたドイツに於ける徴兵制の幕が降ろされた。同時に、社会的に大きな役割を担っていた良心的兵役拒否者による社会福祉事業への貢献は終了したが、新しい連邦ボランティア役務制度（Bundesfreiwilligendienst）が導入されている。
徴兵制度の支持者に配慮するために「廃止」ではなく「中止」としたため、今後のドイツの国防情勢の変化によって復活する余地は残されている。2023年1月27日、ボリス・ピストリウス国防相は2011年の徴兵中止が「誤りだった」として、「市民と国家の関係を強化する新たなモデル」を再検討するために議論を進める意向を示した。
2025年7月24日、ドイツ国防省は直ちに徴兵制度を再開させるものではないが、2028年から18歳の男性に課す徴兵検査を受ける義務を復活させると発表した。

### イタリア
イタリアでは1990年頃から現代戦に適応した軍の再編成が計画され、徴兵制についても議題となった。職業軍人主体の高度化が妥当との結論に達し、2000年に徴兵制を廃止した。

### ロシア

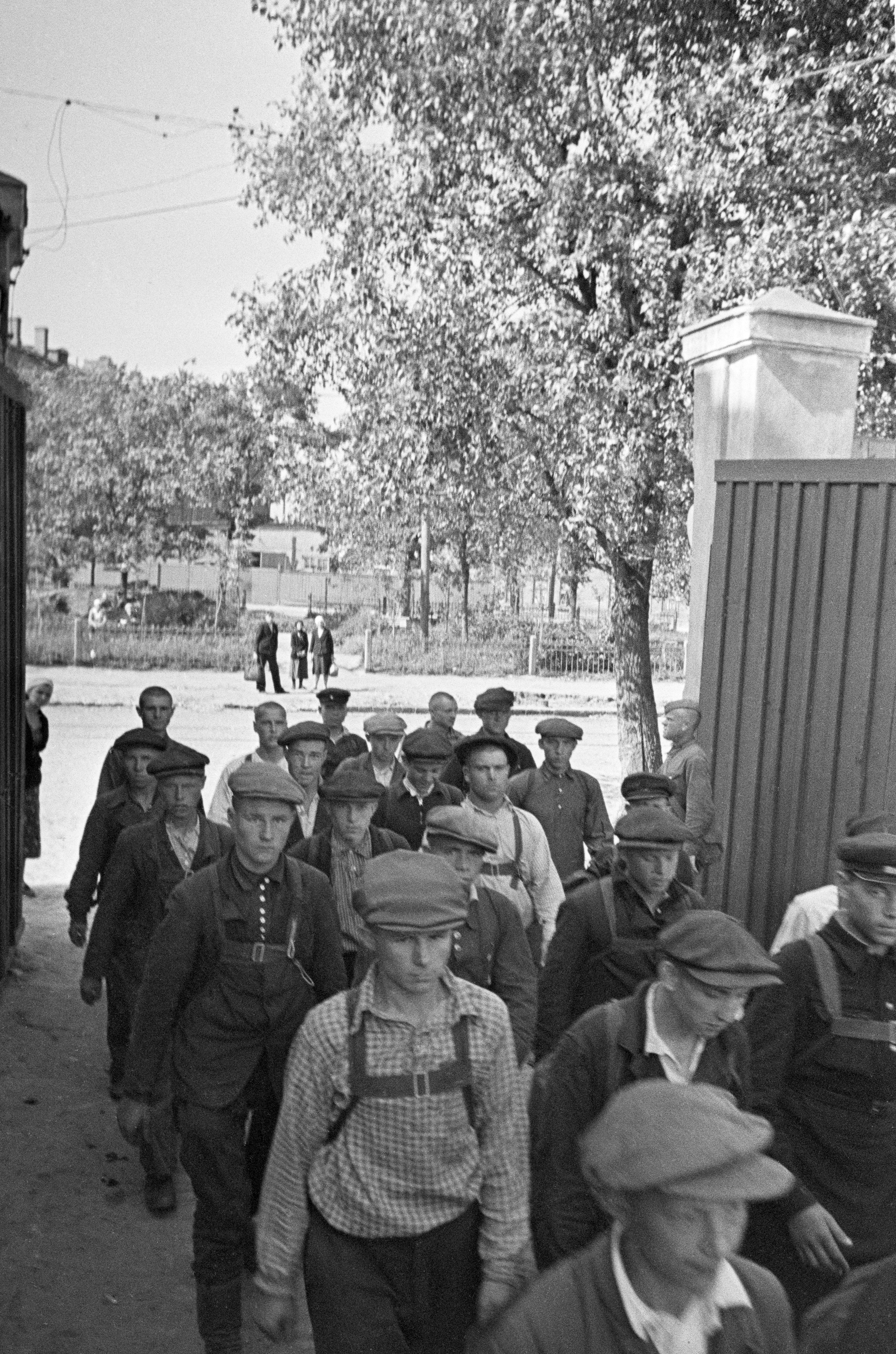
ソビエト連邦の徴集兵（1941年）

ロシア連邦では、徴兵制度を存続させている。ロシア連邦軍は、広大な領土や長大な国境線を持つ陸軍大国である。このため平時での定員数に加えて、戦時にはさらに大量動員が可能なように予備役将兵の層の厚さが特徴となっている。
2002年6月28日、ロシア下院は代替奉仕に関する法案（代替文民勤務法）を採択し、良心的兵役拒否が制度的に明文化された。ロシア政府は男性に1年間の兵役を義務付けているが、ソ連崩壊後の1993年に制定された新憲法は、宗教や他の信条を理由に兵役を拒否する人に対し、代替奉仕の可能性を保障している。しかし代替奉仕に関する具体的取り決めを定めた法律はそれまで存在しておらず、軍隊からの脱走の多発や兵役拒否するための賄賂等、汚職の原因となっていた。2002年6月28日、下院で可決された法案によると、兵役の代わりに民間施設で3年半、または軍事施設で3年間の代替奉仕を選択することができるようになる。また、大学卒業者の場合は、奉仕期間は半分ですむ。ただし徴兵委員会が代替奉仕者の任地を決めるため、自宅や家族の近くで働ける可能性はない。この法律は2004年1月1日から発効した。ロシアでは18歳からの兵役が義務付けられているが、大学生は兵役を遅らせることが許可されている。
政府は2010年までに徴兵制を廃止して完全な職業軍人による志願制への移行を目指していたが、1年間という短い兵役や急激な少子化によって兵員の確保が難しい状況に陥っており、今後は、兵役期間の延長や、志願兵枠を削減して徴兵を増やす方針が検討されていた。
2010年代にはロシアの徴兵制は形骸化が進み、もはや破綻寸前だという評価もあった。ロシアの徴兵制は非常に評判が悪く、若者の間では徴兵逃れが蔓延している上、ロシアは少子化が進んでいることもあって、もはや軍の定数すら維持できない状態にある。ロシア軍は志願制に進みつつあり、進ませるために下士官・兵卒を対象に徴集された軍人の中から契約で勤務する者を選抜する契約勤務制度がある。そして、2020年には兵士の3分の2が、給与を受け取りながら2～3年ほど軍で働く契約軍人になるとの予測もあり、実際に契約軍人の数は、2015年に初めて徴集された兵士を上回り、2019年3月のショイグ国防相の発言によると、契約兵の数が約39.4万人と全兵力数の約4割を占めている。ロシアの大学には軍事教練が存在し、これが徴兵制度を補っている。また裕福な層を中心に合法・違法な兵役逃れが横行している。先進諸国の軍隊やロシア国内の一般市民のそれと比べても極端に安い将兵の給与レベルや、新兵に対するイジメや食料事情の悪さ、居住環境の劣悪さなど多くの問題が徴兵制度の行方に影響を与えている。これらの理由により実際に兵役に就く者は全対象者の10%以下であり、それらの多くが文字の読めない者や犯罪歴のある者、健康に問題がある者といった民間会社ではあまり採用されない者達である。
2022年より開始されたウクライナ侵攻で、ロシアは大きく兵力を失った。ウラジーミル・プーチン大統領は兵力を115万人から150万人に増強する計画を立て、徴兵対象年齢を21歳から30歳に引き上げることとしている。一方で、新制度の移行期については30歳の上限のみが適用されるため、18歳から30歳までが対象となっている。

### スイス

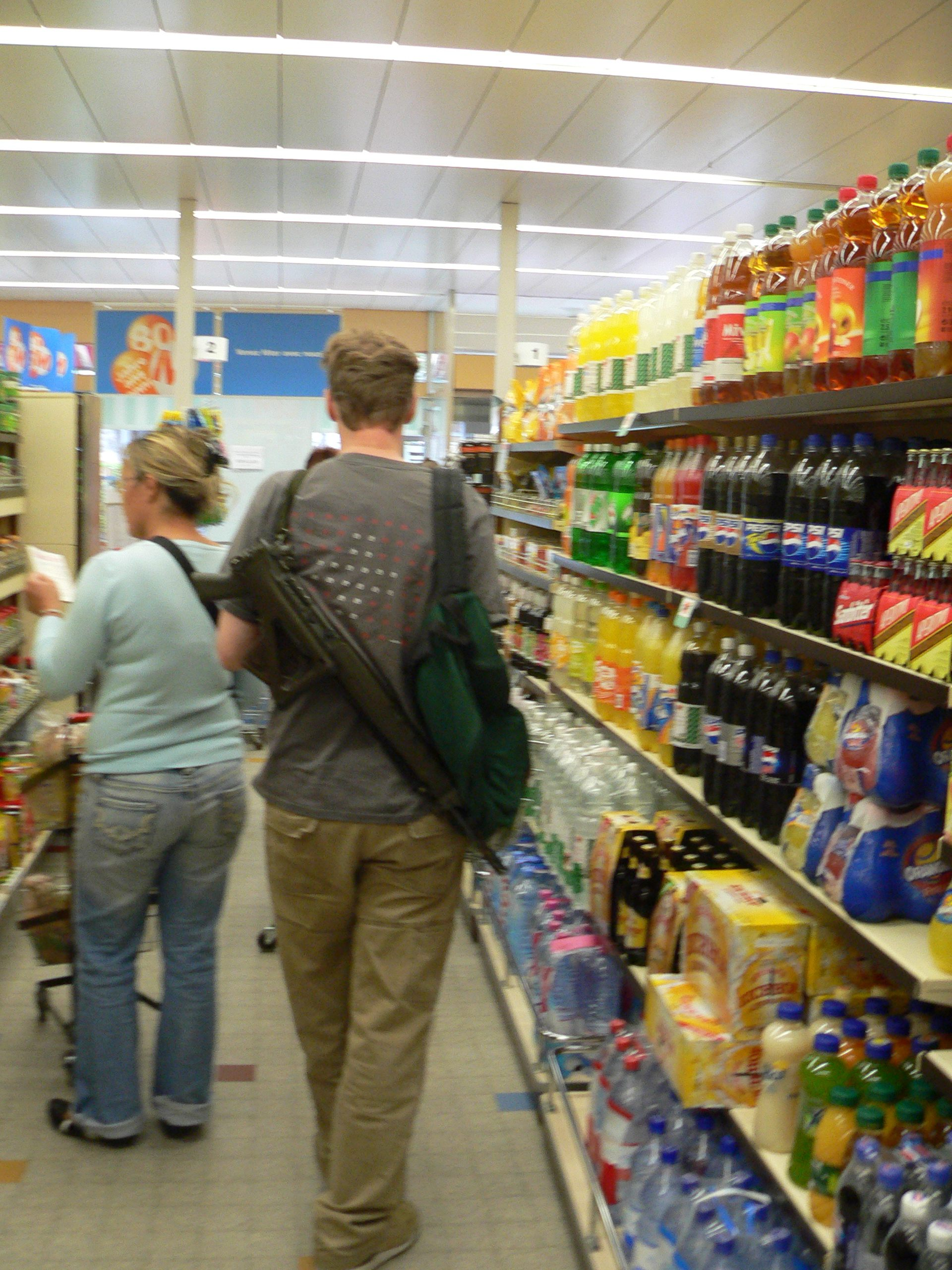
SIG SG550アサルトライフルを携帯したまま買い物するスイス人男性

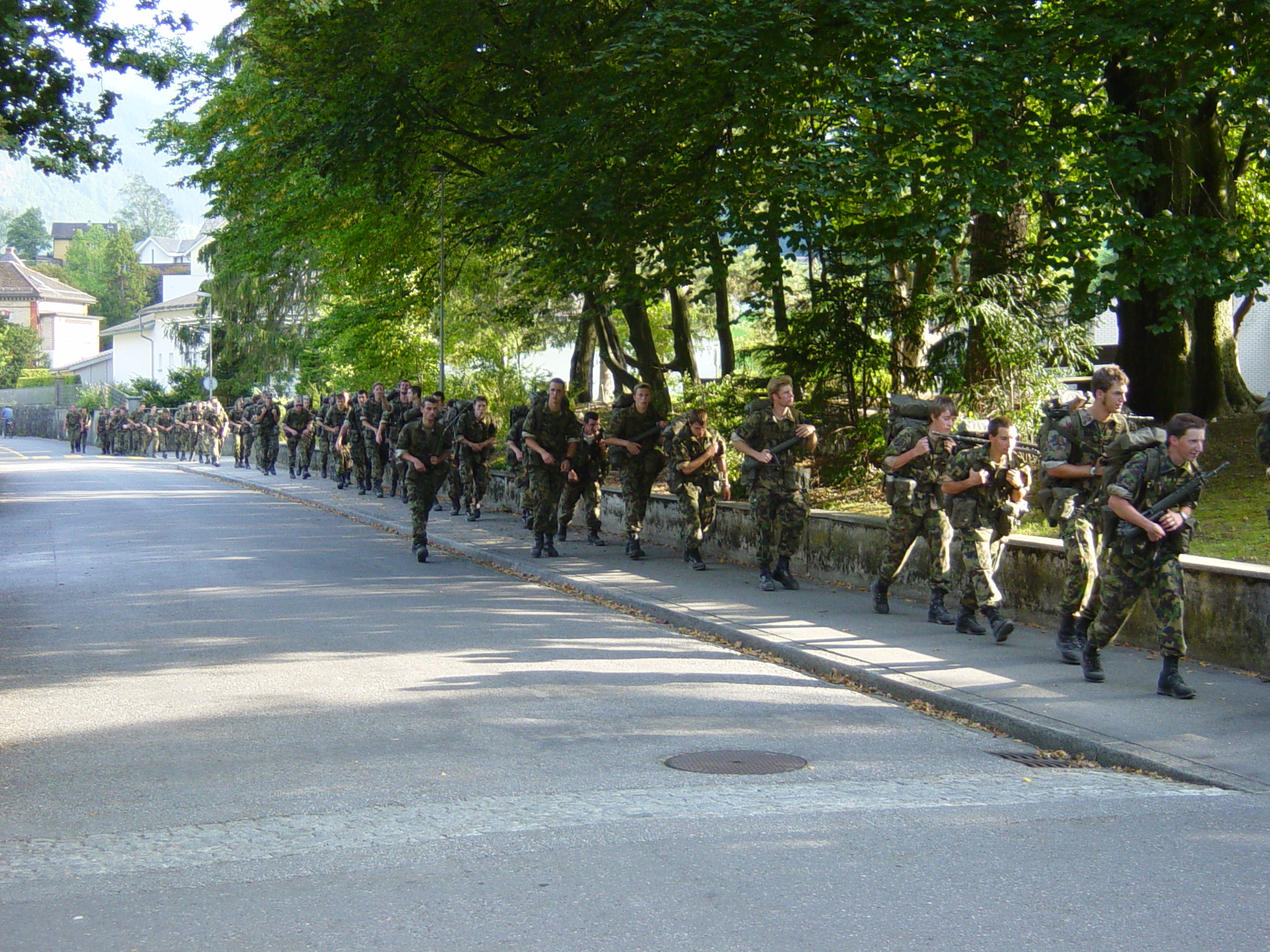
グラールス近郊におけるスイス陸軍の訓練

スイスの男性市民は、18歳時に兵役を務められる能力があるかどうかを調べる身体検査が義務付けられている。そこで不合格と診断されると兵役免除となるが、合格者は20歳までに18又は21週間の初任訓練を受けて個人装備一式が支給される。34歳までに3週間ほどの補充講習を約7回受け、20歳から数えて通算で合計260日間の兵役に就かなければならない。兵役を一度で済ませる制度も存在する。その場合の兵役は300日間である。
過去、国防関係者が「冷戦の終結により外敵からの侵略の危険性が減少したことで、現役総定員36万人は過大だから、装備の近代化と職業軍人の増加で軍隊のプロ化を進め、兵士数も12万人程度に削減する」との考えを「21世紀の国防軍指針」で発表し、徴兵制を廃止するために国民投票を2度発議したが、否決された。しかし、国防相が最近になって、再び、職業軍人制度への移行を訴えている。また、2012年には「平和主義グループ」が中道左派政党の支持の下に、徴兵制廃止を目指すイニシアチブ成立に必要な数の署名を集め、提出した。この案は、志願制の軍隊の創設と、任意での民間役務の維持を目標としている。その後、2012年12月から国民発議についての議論が開始された。今後、全州議会（上院）での議論を経て、内閣が国民投票の日程を決める予定である。なお、徴兵制廃止案が国民投票にかけられるのは、この25年間で3度目になる。2013年9月22日に徴兵制廃止は反対多数で否決された。
1991年の国民投票の結果、良心的兵役拒否が合法的に認められるようになり、介護や医療などの代替役務（Zivildienst）が1996年に制度化された。

### その他のヨーロッパ諸国
その他のヨーロッパ諸国では、多くの国家で徴兵制が敷かれていたが、フランスやイタリアとほぼ同時期にオランダ、ベルギー、スペイン、ポルトガルなどの西ヨーロッパ諸国でも一斉に廃止された。オーストリア、ギリシャ、キプロスは徴兵制度がある。

### 北欧諸国

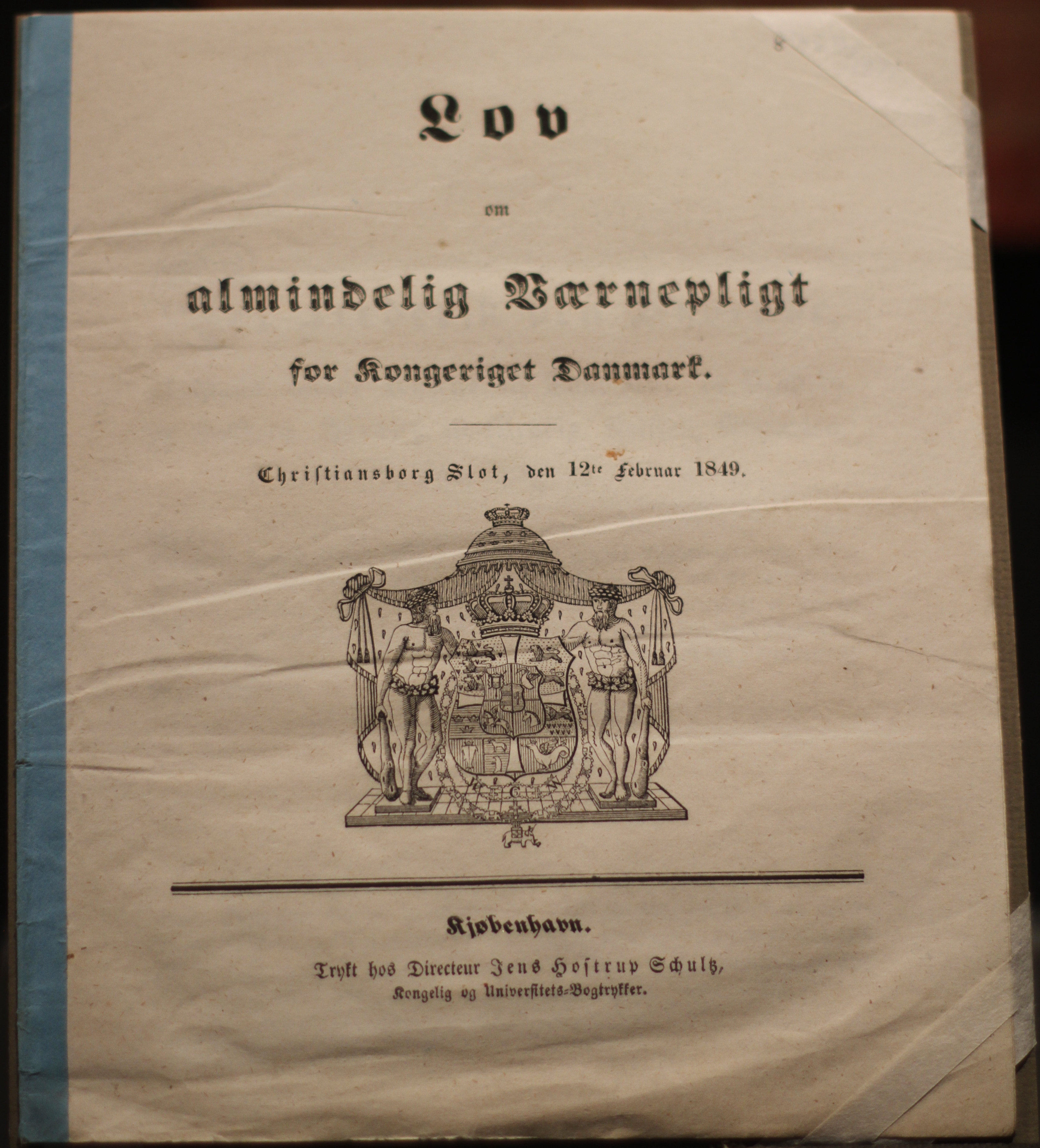
デンマークで1849年に発布された徴兵制度の告知文

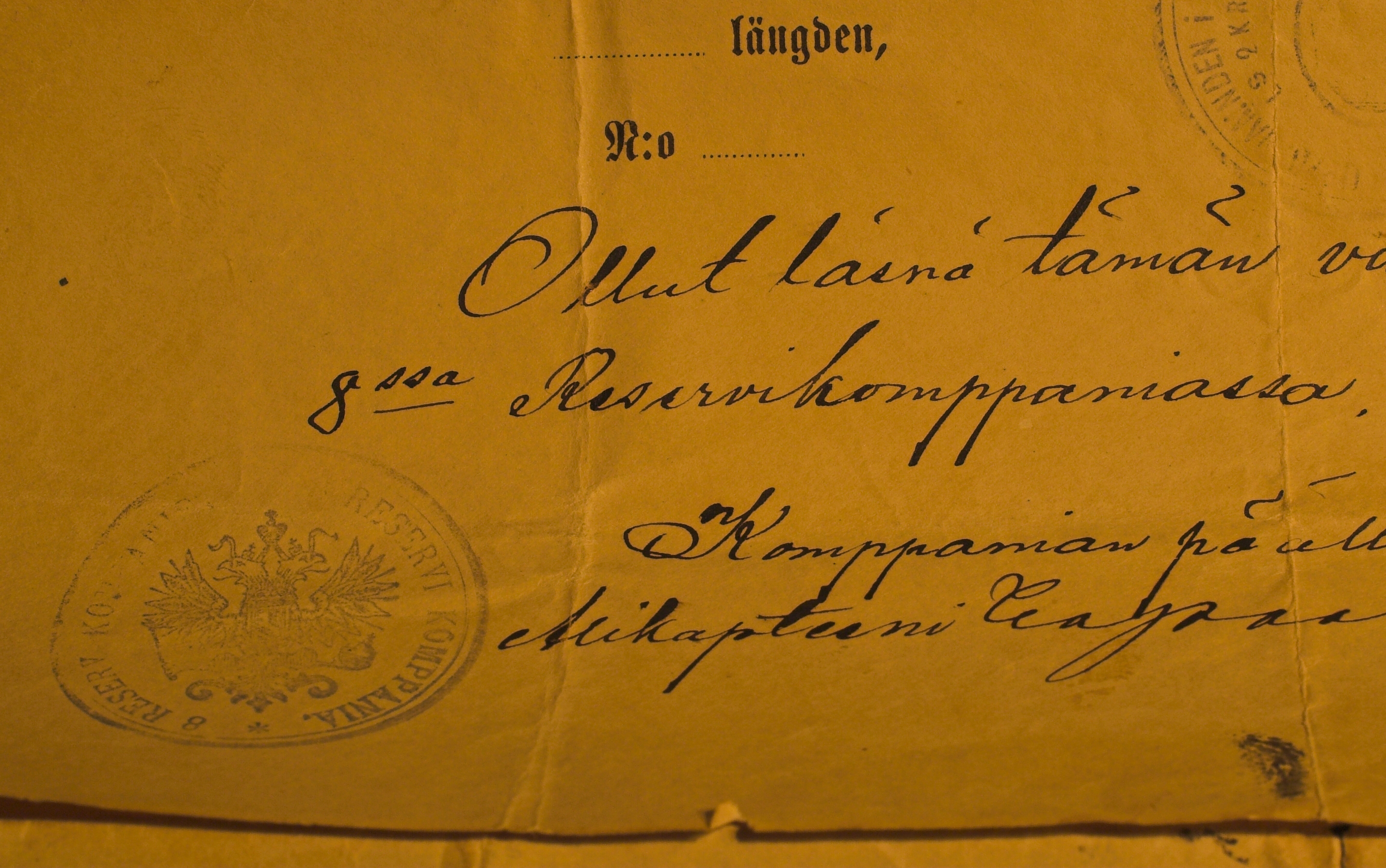
予備訓練に対する参加証書（フィンランド、1897年）

ノルウェーやフィンランド、デンマークでは男性に徴兵制が課されている。ただし代替役務を課することにより、良心的兵役拒否も許されている。
デンマークでは、段階的に徴兵期間が短縮され、それまで9か月だったのが4か月間の基礎訓練だけで徴兵期間は終了し、それ以降の継続は選択できるようになった。しかし、2022年ロシアのウクライナ侵攻を受けて、防衛力強化のために2026年から兵役期間を11か月に延長し、男女平等の観点から女性も徴兵対象に加える方針が示されている。
アイスランドに関しては徴兵制度を課したことが歴史上一度もない。(アイスランドは軍隊を保有していないが、軍隊にあたる警備隊を保有している)
スウェーデンでは、2010年7月1日に徴兵制度が廃止されたが、2017年に2018年1月から復活することを発表。2010年以前は女性は対象外であったが、今回からは男女全員が徴兵対象となる。2018年には1999年生まれの若者から13000人が選ばれ聞き取り調査をされた上で4000人が徴集され、兵役に就く期間は9か月~11か月 となる予定である。
ノルウェーでは、1年間の徴兵義務が、2015年から女性にも拡大され、ヨーロッパで唯一平時に女性を徴兵する国であったが、2018年1月以降はスウェーデンでも同様に女性が徴兵されるようになった。

### 東欧諸国
ウクライナやベラルーシやエストニアなど旧ソ連諸国では男性に対する徴兵制度がある。一方、NATOやEUに加盟したチェコやスロバキア、ハンガリー、ルーマニアといった旧社会主義国の東欧諸国は2000年代前半から半ばにかけて相次いで徴兵制を廃止した。リトアニアやラトビアは一度廃止した徴兵制をロシアの脅威を理由に復活した。

### イスラエル
イスラエルでは、ユダヤ教徒のイスラエル国民と永住者に対して兵役の義務が課せられている。条件や期間に差があるものの女性にも徴兵制があることが特徴となっている。徴兵制を取る国家においても、そのほとんどは男性のみを対象としていることから考えると非常に珍しい事例だが、周囲すべてが程度の差はあれ敵性国家であり、祖国の存亡を賭した戦争が明日にでも起こりうるという同国の事情が根底に存在する。超正統派ユダヤ教徒とドゥルーズ教徒を除くアラブ系国民に対しては兵役が免じられている（志願入隊することは可能）。
男性は3年、女性は1年9か月間の兵役期間となる。拒否者には3年間の禁固刑が科される。ユダヤ教の律法によると女性の男装は禁じられているため、女子は宗教上の理由による良心的兵役拒否が可能だが、条件は少し厳しい。妊娠等の理由による例も含め、女性の約1/3が兵役を免除されている。男性はユダヤ教の神学校を卒業し、超正統派のラビになれば、宗教上の理由で兵役を拒否できる。ただし、イスラエル最高裁判所が2012年2月に、超正統派に対する兵役免除を「法の下の平等」に反するとして改善措置を命じており、その後、2012年7月31日にユダヤ教超正統派の宗教学校生の兵役を免除する「兵役猶予法」が失効し、イスラエル政府が超正統派の徴兵に向けた準備（手続きには数カ月かかる見通し）を開始したと報じられている。しかし、超正統派の反発もあり、徴兵に向けた動きは進んでいない。
かつてイスラエルでは将校になることがエリートコースの典型であったが、産業の発展により魅力が薄れている。

### レバノン
レバノンでは、1975年のレバノン内戦以前には徴兵制は存在しなかったものの、1980年代初頭に徴兵制が施行された。しかしこの当時はレバノン国軍は極めて貧弱であり、この法令が遵守されたのはベイルート周辺のみであったと言われている。この制度も1985年頃にレバノン国軍が衰弱した頃には死文化したといわれる。1990年以降、内戦が沈静化すると、政府軍の早期再建とレバノン政府の威信回復、宗派間の対立解消を目的として「フラッグ・サービス」と呼ばれる事実上の徴兵制が再施行された。全宗派のレバノン国民男性が対象であり兵役期間は1年であったが、現在は6か月までに短縮されている。しかしシーア派など一部の宗派では「ヒズボラ」や「アマル」といった民兵組織に入隊するなど、黙殺する住民も少なくない。

### トルコ
トルコ軍は良心的兵役拒否を認めない完全な男性皆兵制を採っており、身体障害がない限り男性には15か月間、ただし、大学卒業者は12か月間の兵役が課され、それぞれ陸軍、海軍、空軍、沿岸警備隊に配属される。定期バスのような公共輸送機関では軍隊によるID検査があり、兵役を逃れている者はそのまま任地に強制連行され、一度帰宅することも許されない。18歳〜40歳までの男性で国籍を有するIDカード保持者を対象に行われるが、学生は徴兵猶予される。学士課程は29歳まで、修士課程は33歳まで、博士課程は37歳までである。
一般には20歳までに兵役に応じ、最下級の兵士（er）としての訓練と任務に就くことになる。また大学卒業者は、兵卒ではなく予備将校として訓練を受ける。兵役期間中の給与は安く、軍種・兵科・任地により異なるが、2006年現在、20新トルコリラ程度（約1600円）となっている。これはタバコ8箱程度の価値であり、一般には兵役は無償（bedav）とみなされている。これに対して職業軍人は「有給軍人（para askeri）」と呼ばれる。以前は「代人料」を払って兵役期間を短くする制度があったが、貧富で格差が出て問題になったため、廃止されている。
近年、トルコでは良心的兵役拒否に関する議論が活発化している。ヨーロッパ評議会の構成国の中で兵役拒否を認めていないのはトルコとアゼルバイジャンのみである。1987年4月9日に発表された兵役義務への良心的拒否に関するヨーロッパ評議会閣僚委員会の勧告No.R（87）8では、「徴兵制度に服すべき者で、納得できる良心的な理由から武力使用への関わりを拒否する者は、そのような役務に服する義務から解放される権利を有する。そのような者は、代替的な役務に服することがある」としている。
2006年、欧州人権裁判所 (ECHR) は Osman Murat Ulke の良心的兵役拒否に関して、トルコ政府が2年6か月の懲役刑を科したことに対して、人権侵害だと認めた。2005年にクルド人である Mehmet Tarhan は兵役拒否の罪で4年間、軍の刑務所に収監されることとなった（しかし、彼は2006年に突然、釈放された）。ジャーナリストの Perihan Magden はトルコの裁判所に、Tarhan の良心的兵役拒否を認めるように訴えたが、逮捕された。後に彼女は無罪となった。

### その他の中東諸国

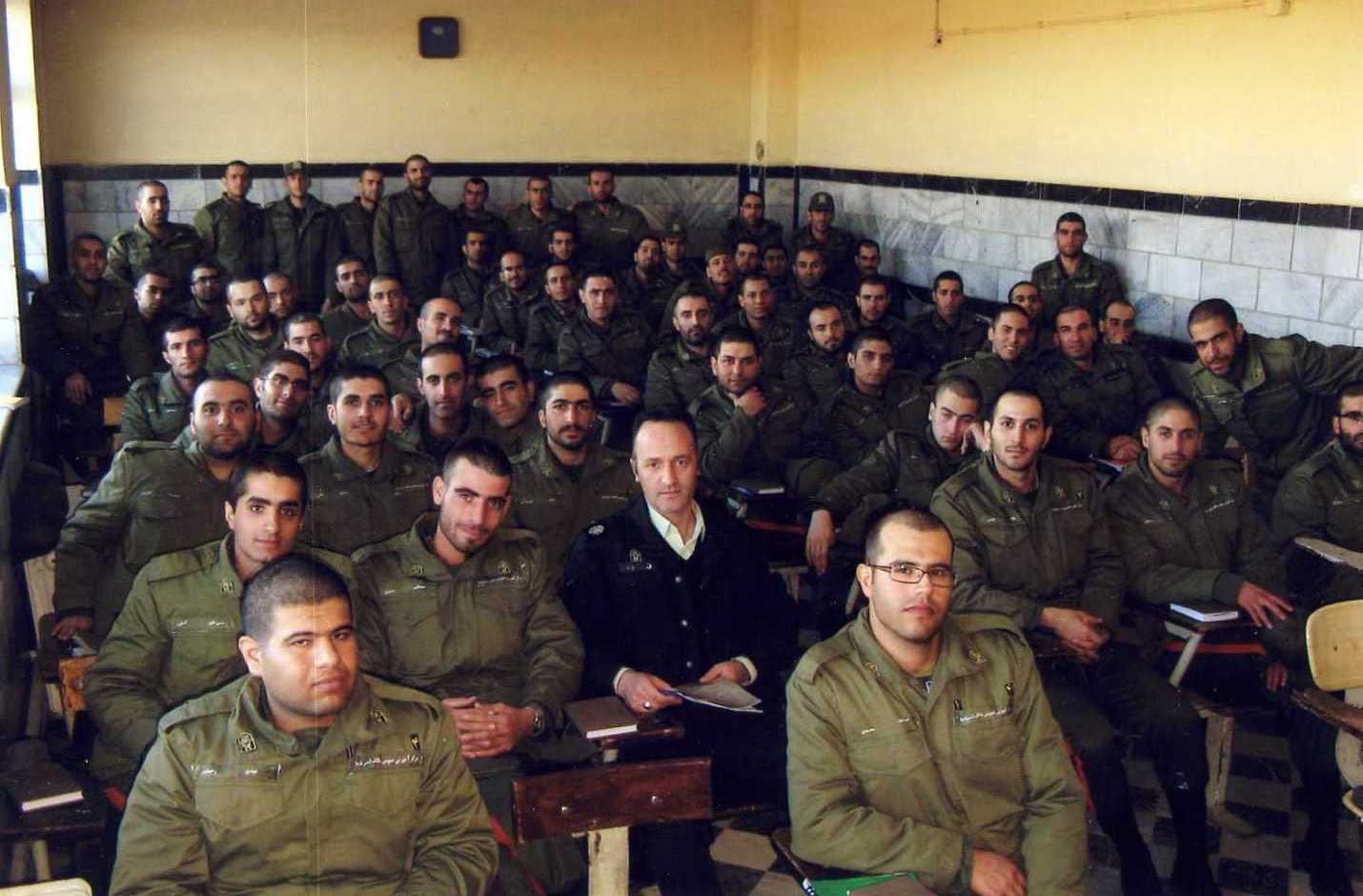
イランの徴集兵

イラン、エジプトでは徴兵制が施行されている。なお、中東地域の君主制国家では志願制を採用しているケースが大多数である（カタール、バーレーン、サウジアラビア、オマーン、ヨルダン）。ただし、アラブ首長国連邦とクウェートは君主制国家であるが徴兵制を施行している。

### アフリカ諸国
エリトリアは軍事国家であり、完全な国民皆兵制度を持っている。エリトリア人は男女を問わず全員、無期限の兵役または政府事業での労役が義務付けられている。事実上の強制労働であり、難民や脱走兵は見つかれば刑務所送りであり、処刑されることもある。
モロッコは2006年に徴兵制を廃止していたが、2019年2月、徴兵制を復活させると発表した。

#### 南アフリカ
南アフリカ共和国は、アパルトヘイトが撤廃された1994年に徴兵制度が終了した。

## 徴兵制度と諸概念
- 徴集兵：呼び出され集められた兵。（英: conscript）
  - 召集兵：一度は現役軍人として徴兵された後に予備役等の役種となり、改めて召集された兵
  - 応召兵：召集令状に応じて指定地に行く兵。あるいは召集に応じた兵。
  - 徴用兵：呼び出され用いられる兵
- 志願兵：（事実上の有無は問わず）本人の志願により兵役についた兵士
  - 義勇兵：志願兵にほぼ同じだが、正規軍ではない義勇軍の兵士を明示的に指す場合もある。（英: volunteer）英語の volunteer は日本語の志願兵と義勇兵両方の意味を包含する。
- 徴募兵：(1)つのり集めた兵であり、志願兵のこと(2)呼び集められた兵のこと、徴集兵。「諸藩の兵を―して/近世紀聞（延房）」[151]。強制徴募も参照
- 動員：服務待機の兵を召集すること。あるいは動員済みの兵を根拠地に集結させること。
- 復員：動員を解除し服務待機に戻すこと。
- 入隊：軍隊に入ること。徴集兵の場合、兵役登録が事実上の入隊であるが、実際に召集を受けた場合は入営とも。
- 除隊：兵役の期間を満了し、軍隊を辞めること。退役、退職とも。
  - 不名誉除隊：犯罪その他重大な不祥事により、強制的に軍隊を辞めさせる処分のこと。